# Amusement Today
Amusement Today – amerykański miesięcznik poświęcony branży parków rozrywki. Raz do roku, we wrześniu, czasopismo publikuje listę zwycięzców nagród Golden Ticket Awards przyznawanych najlepszym parkom, kolejkom górskim i innym atrakcjom.

## Golden Ticket Awards

### Zwycięzcy w 2024 roku
Rozdanie Golden Ticket Awards w 2024 roku odbyło się w parku Kennywood w Stanach Zjednoczonych. Przyznano następujące nagrody:
| Zwycięzca      | Zwycięzca | Zwycięzca   | Pozostali kandydaci                                                                                               |
| -------------- | --------- | ----------- | --- |
| Voltron Nevera | Niemcy    | Europa-Park | - The Bobcat, Six Flags Great Escape, - Hyperia, Thorpe Park, - Good Gravy!, Holiday World, - Primordial, Lagoon. |

| 50 najlepszych stalowych kolejek górskich świata | 50 najlepszych stalowych kolejek górskich świata | 50 najlepszych stalowych kolejek górskich świata | 50 najlepszych stalowych kolejek górskich świata | 50 najlepszych stalowych kolejek górskich świata |
| #                                                | Nazwa                                            | Park                                             | Park                                             | Producent                                        |
| ------------------------------------------------ | ------------------------------------------------ | ------------------------------------------------ | ------------------------------------------------ | ------------------------------------------------ |
| 1                                                | Fury 325                                         | Stany Zjednoczone                                | Carowinds                                        | B&M                                              |
| 2                                                | VelociCoaster                                    | Stany Zjednoczone                                | Universal Studios Islands of Adventure           | Intamin                                          |
| 3                                                | Steel Vengeance                                  | Stany Zjednoczone                                | Cedar Point                                      | RMC                                              |
| 4                                                | Millennium Force                                 | Stany Zjednoczone                                | Cedar Point                                      | Intamin                                          |
| 5                                                | Iron Gwazi                                       | Stany Zjednoczone                                | Busch Gardens Tampa                              | RMC                                              |
| 6                                                | Taron                                            | Niemcy                                           | Phantasialand                                    | Intamin                                          |
| 7                                                | Ride to Happiness                                | Belgia                                           | Plopsaland de Panne                              | Mack Rides                                       |
| 8                                                | Zadra                                            | Polska                                           | Energylandia                                     | RMC                                              |
| 9                                                | Expedition GeForce                               | Niemcy                                           | Holiday Park                                     | Intamin                                          |
| 10                                               | Maverick                                         | Stany Zjednoczone                                | Cedar Point                                      | Intamin                                          |
| 11                                               | Voltron Nevera                                   | Niemcy                                           | Europa-Park                                      | Mack Rides                                       |
| 12                                               | Superman The Ride                                | Stany Zjednoczone                                | Six Flags New England                            | Intamin                                          |
| 13                                               | Leviathan                                        | Kanada                                           | Canada’s Wonderland                              | B&M                                              |
| 14                                               | Pantherian                                       | Stany Zjednoczone                                | Kings Dominion                                   | Intamin                                          |
| 15                                               | Phantom's Revenge                                | Stany Zjednoczone                                | Kennywood                                        | D.H. Morgan                                      |
| 16                                               | F.L.Y.                                           | Niemcy                                           | Phantasialand                                    | Vekoma                                           |
| 17                                               | ArieForce One                                    | Stany Zjednoczone                                | Fun Spot America Atlanta                         | RMC                                              |
| 18                                               | Guardians of the Galaxy: Cosmic Rewind           | Stany Zjednoczone                                | Walt Disney World Resort                         | Vekoma                                           |
| 19                                               | Mako                                             | Stany Zjednoczone                                | SeaWorld Orlando                                 | B&M                                              |
| 20                                               | Diamondback                                      | Stany Zjednoczone                                | Kings Island                                     | B&M                                              |
| 20                                               | Iron Rattler                                     | Stany Zjednoczone                                | Six Flags Fiesta Texas                           | RMC                                              |
| 22                                               | Hagrid’s Magical Creatures Motorbike Adventure   | Stany Zjednoczone                                | Universal's Islands of Adventure                 | Intamin                                          |
| 22                                               | Lightning Rod                                    | Stany Zjednoczone                                | Dollywood                                        | RMC                                              |
| 24                                               | Hyperion                                         | Polska                                           | Energylandia                                     | Intamin                                          |
| 25                                               | Apollo's Chariot                                 | Stany Zjednoczone                                | Busch Gardens Williamsburg                       | B&M                                              |
| 26                                               | Skyrush                                          | Stany Zjednoczone                                | Hersheypark                                      | Intamin                                          |
| 27                                               | Candymonium                                      | Stany Zjednoczone                                | Hersheypark                                      | B&M                                              |
| 28                                               | Kondaa                                           | Belgia                                           | Walibi Belgium                                   | Intamin                                          |
| 29                                               | Wildcat's Revenge                                | Stany Zjednoczone                                | Hersheypark                                      | RMC                                              |
| 30                                               | Time Traveller                                   | Stany Zjednoczone                                | Silver Dollar City                               | Mack Rides                                       |
| 30                                               | Twisted Colossus                                 | Stany Zjednoczone                                | Six Flags Magic Mountain                         | RMC                                              |
| 32                                               | Big Bear Mountain                                | Stany Zjednoczone                                | Dollywood                                        | Vekoma                                           |
| 32                                               | X2                                               | Stany Zjednoczone                                | Six Flags Magic Mountain                         | S&S                                              |
| 34                                               | Blue Fire                                        | Niemcy                                           | Europa-Park                                      | Mack Rides                                       |
| 34                                               | Nitro                                            | Stany Zjednoczone                                | Six Flags Great Adventure                        | B&M                                              |
| 36                                               | Magnum XL-200                                    | Stany Zjednoczone                                | Cedar Point                                      | Arrow Dynamics                                   |
| 37                                               | Nemesis Reborn                                   | Wielka Brytania                                  | Alton Towers                                     | B&M                                              |
| 38                                               | Banshee                                          | Stany Zjednoczone                                | Kings Island                                     | B&M                                              |
| 39                                               | Montu                                            | Stany Zjednoczone                                | Busch Gardens Tampa                              | B&M                                              |
| 40                                               | Helix                                            | Szwecja                                          | Liseberg                                         | Mack Rides                                       |
| 41                                               | Alpengeist                                       | Stany Zjednoczone                                | Busch Gardens Williamsburg                       | B&M                                              |
| 42                                               | Untamed                                          | Holandia                                         | Walibi Holland                                   | RMC                                              |
| 43                                               | Orion                                            | Stany Zjednoczone                                | Kings Island                                     | B&M                                              |
| 44                                               | Black Mamba                                      | Niemcy                                           | Phantasialand                                    | B&M                                              |
| 45                                               | Lech Coaster                                     | Polska                                           | Legendia                                         | Vekoma                                           |
| 46                                               | Goliath                                          | Stany Zjednoczone                                | Six Flags Over Georgia                           | B&M                                              |
| 47                                               | Railblazer                                       | Stany Zjednoczone                                | California's Great America                       | RMC                                              |
| 48                                               | Toutatis                                         | Francja                                          | Parc Astérix                                     | Intamin                                          |
| 49                                               | Thunder Striker                                  | Stany Zjednoczone                                | Carowinds                                        | B&M                                              |
| 50                                               | Fønix                                            | Dania                                            | Fårup Sommerland                                 | Vekoma                                           |

| 50 najlepszych drewnianych kolejek górskich świata | 50 najlepszych drewnianych kolejek górskich świata | 50 najlepszych drewnianych kolejek górskich świata | 50 najlepszych drewnianych kolejek górskich świata | 50 najlepszych drewnianych kolejek górskich świata |
| #                                                  | Nazwa                                              | Park                                               | Park                                               | Producent                                          |
| -------------------------------------------------- | -------------------------------------------------- | -------------------------------------------------- | -------------------------------------------------- | -------------------------------------------------- |
| 1                                                  | Phoenix                                            | Stany Zjednoczone                                  | Knoebels                                           | PTC                                                |
| 2                                                  | Voyage                                             | Stany Zjednoczone                                  | Holiday World                                      | Gravity Group                                      |
| 3                                                  | Beast                                              | Stany Zjednoczone                                  | Kings Island                                       | KECO                                               |
| 4                                                  | Thunderhead                                        | Stany Zjednoczone                                  | Dollywood                                          | GCI                                                |
| 5                                                  | Mystic Timbers                                     | Stany Zjednoczone                                  | Kings Island                                       | GCI                                                |
| 6                                                  | El Toro                                            | Stany Zjednoczone                                  | Six Flags Great Adventure                          | Intamin                                            |
| 7                                                  | Boulder Dash                                       | Stany Zjednoczone                                  | Lake Compounce                                     | CCI                                                |
| 8                                                  | Ghostrider                                         | Stany Zjednoczone                                  | Knott’s Berry Farm                                 | CCI                                                |
| 9                                                  | Wodan Timburcoaster                                | Niemcy                                             | Europa-Park                                        | GCI                                                |
| 10                                                 | Ravine Flyer II                                    | Stany Zjednoczone                                  | Waldameer                                          | Gravity Group                                      |
| 11                                                 | Outlaw Run                                         | Stany Zjednoczone                                  | Silver Dollar City                                 | RMC                                                |
| 12                                                 | Cyclone                                            | Stany Zjednoczone                                  | Coney Island                                       | Keenan / Baker                                     |
| 13                                                 | Balder                                             | Szwecja                                            | Liseberg                                           | Intamin                                            |
| 14                                                 | Gold Striker                                       | Stany Zjednoczone                                  | California’s Great America                         | GCI                                                |
| 15                                                 | Joris en de Draak                                  | Holandia                                           | Efteling                                           | GCI                                                |
| 16                                                 | Shivering Timbers                                  | Stany Zjednoczone                                  | Michigan’s Adventure                               | CCI                                                |
| 17                                                 | Jack Rabbit                                        | Stany Zjednoczone                                  | Kennywood                                          | Miller                                             |
| 18                                                 | Legend                                             | Stany Zjednoczone                                  | Holiday World                                      | CCI                                                |
| 19                                                 | Wildfire                                           | Szwecja                                            | Kolmården                                          | RMC                                                |
| 20                                                 | Lightning Racer                                    | Stany Zjednoczone                                  | Hersheypark                                        | GCI                                                |
| 21                                                 | Thunderbolt                                        | Stany Zjednoczone                                  | Dollywood                                          | Vettel / Miller                                    |
| 22                                                 | Troy                                               | Holandia                                           | Toverland                                          | GCI                                                |
| 23                                                 | Prowler                                            | Stany Zjednoczone                                  | Worlds of Fun                                      | GCI                                                |
| 24                                                 | Goliath                                            | Stany Zjednoczone                                  | Six Flags Great America                            | RMC                                                |
| 25                                                 | Boardwalk Bullet                                   | Stany Zjednoczone                                  | Kemah Boardwalk                                    | Martin & Vleminckx                                 |
| 26                                                 | Texas Stingray                                     | Stany Zjednoczone                                  | SeaWorld San Antonio                               | GCI                                                |
| 27                                                 | Comet                                              | Stany Zjednoczone                                  | Six Flags Great Escape                             | PTC                                                |
| 28                                                 | Twister                                            | Stany Zjednoczone                                  | Knoebels                                           | Fetterman                                          |
| 29                                                 | Rutschebanan                                       | Dania                                              | Ogrody Tivoli                                      | L.A. Thompson                                      |
| 30                                                 | Wicker Man                                         | Wielka Brytania                                    | Alton Towers                                       | GCI                                                |
| 31                                                 | Flying Turns                                       | Stany Zjednoczone                                  | Knoebels                                           | Fetterman                                          |
| 32                                                 | Giant Dipper                                       | Stany Zjednoczone                                  | Santa Cruz Beach Broadwalk                         | Prior & Church                                     |
| 33                                                 | Playland Wooden Coaster                            | Stany Zjednoczone                                  | PNE Playland                                       | Phare                                              |
| 34                                                 | Colossos - Kampf der Giganten                      | Niemcy                                             | Heide Park Resort                                  | Intamin                                            |
| 35                                                 | Raven                                              | Stany Zjednoczone                                  | Holiday World                                      | CCI                                                |
| 36                                                 | White Lightning                                    | Stany Zjednoczone                                  | Fun Spot                                           | GCI                                                |
| 37                                                 | Racer                                              | Stany Zjednoczone                                  | Kennywood                                          | Miller                                             |
| 38                                                 | Heidi the Ride                                     | Belgia                                             | Plopsaland de Panne                                | GCI                                                |
| 39                                                 | Hades 360                                          | Stany Zjednoczone                                  | Mount Olympus                                      | Gravity Group                                      |
| 40                                                 | Cornball Express                                   | Stany Zjednoczone                                  | Indiana Beach                                      | CCI                                                |
| 41                                                 | Zippin Pippin                                      | Stany Zjednoczone                                  | Bay Beach Amusement Park                           | Martin & Vleminckx                                 |
| 42                                                 | Racer                                              | Stany Zjednoczone                                  | Kings Island                                       | PTC                                                |
| 43                                                 | Renegade                                           | Stany Zjednoczone                                  | Valleyfair!                                        | GCI                                                |
| 44                                                 | T Express                                          | Korea Południowa                                   | Everland                                           | Intamin                                            |
| 45                                                 | American Thunder                                   | Stany Zjednoczone                                  | Six Flags St. Louis                                | GCI                                                |
| 45                                                 | Bobcat                                             | Stany Zjednoczone                                  | Six Flags Great Escape                             | Gravity Group                                      |
| 45                                                 | Comet                                              | Stany Zjednoczone                                  | Hersheypark                                        | PTC                                                |
| 48                                                 | Cú Chulainn                                        | Irlandia                                           | Tayto Park                                         | Gravity Group                                      |
| 49                                                 | Screamin' Eagle                                    | Stany Zjednoczone                                  | Six Flags St. Louis                                | PTC                                                |
| 50                                                 | Wooden Warrior                                     | Stany Zjednoczone                                  | Quassy Amusement Park                              | Gravity Group                                      |

| Nagrody w pozostałych kategoriach                  | Nagrody w pozostałych kategoriach                                                    | Nagrody w pozostałych kategoriach | Nagrody w pozostałych kategoriach |
| Kategoria                                          | Zwycięzca                                                                            | Zwycięzca                         | Zwycięzca                         |
| -------------------------------------------------- | ------------------------------------------------------------------------------------ | --------------------------------- | --------------------------------- |
| Najlepszy park rozrywki                            | Europa-Park                                                                          | Niemcy                            | Rust                              |
| Najlepszy park wodny                               | Schlitterbahn New Braunfels                                                          | Stany Zjednoczone                 | New Braunfels                     |
| Najlepszy rodzinny park rozrywki                   | Dutch Wonderland                                                                     | Stany Zjednoczone                 | Lancaster                         |
| Najlepsza nowa rodzinna kolejka górska             | Big Bear Mountain                                                                    | Stany Zjednoczone                 | Dollywood                         |
| Najlepsze nowe centrum rozrywki dla rodzin         | Adventure Park U.S.A.                                                                | Stany Zjednoczone                 | Monrovia                          |
| Najlepsza strefa dziecięca                         | Dollywood                                                                            | Stany Zjednoczone                 | Pigeon Forge                      |
| Najpiękniejszy park rozrywki                       | Dollywood                                                                            | Stany Zjednoczone                 | Pigeon Forge                      |
| Najlepsza obsługa gości                            | Dollywood                                                                            | Stany Zjednoczone                 | Pigeon Forge                      |
| Najlepsza atrakcja wodna                           | Chiapas                                                                              | Niemcy                            | Phantasialand                     |
| Najlepsza nowa atrakcja wodna                      | Rise of Icarus                                                                       | Stany Zjednoczone                 | Mount Olympus                     |
| Najlepsza atrakcja w parku wodnym                  | Wildebeest                                                                           | Stany Zjednoczone                 | Splashin' Safari                  |
| Najlepsza atrakcja typu dark ride                  | Star Wars: Rise of the Resistance                                                    | Stany Zjednoczone                 | Disney's Hollywood Studios        |
| Najlepsza nowa atrakcja rodzinna                   | Fire in the Hole                                                                     | Stany Zjednoczone                 | Silver Dollar City                |
| Najlepiej przeprowadzona instalacja nowej atrakcji | Fire in the Hole                                                                     | Stany Zjednoczone                 | Silver Dollar City                |
| Najlepszy nowy pokaz                               | From the Hear                                                                        | Stany Zjednoczone                 | Dollywood                         |
| Najlepsze jedzenie                                 | Knoebels Amusement Resort                                                            | Stany Zjednoczone                 | Elysburg                          |
| Najlepsza nowa tematyzacja                         | Good Gravy!                                                                          | Stany Zjednoczone                 | Holiday World                     |
| Lider Branży                                       | Morgan's Wonderland                                                                  | Stany Zjednoczone                 | San Antonio                       |
| Osobowość Roku (Person of the Year Award)          | Za organizację wydarzenia World's Largest Swimming Lesson nieprzerwanie od 2010 roku | Stany Zjednoczone                 | Beth Root                         |
| Powrót Roku (Renaissance Award)                    | Za modernizację kultowej kolejki Nemesis                                             | Wielka Brytania                   | Alton Towers                      |
| Złota Bramka (Turnstile Award)                     | Za modernizację zabytkowych atrakcji                                                 | Niemcy                            | Europa-Park                       |
| Innowacja Roku                                     | Pokaz dronów z udziałem publiczności                                                 | Stany Zjednoczone                 | Holiday World                     |

### Zwycięzcy w 2023 roku
Rozdanie Golden Ticket Awards w 2023 roku odbyło się w parku Dollywood w Stanach Zjednoczonych. Przyznano następujące nagrody:
| Zwycięzca         | Zwycięzca         | Zwycięzca   | Pozostali kandydaci |
| ----------------- | ----------------- | ----------- | --- |
| Wildcat's Revenge | Stany Zjednoczone | Hersheypark | - ArieForce One, Fun Spot America Atlanta, - Big Bear Mountain, Dollywood, - Toutatis, Parc Astérix, - Zambezi Zinger, World’s of Fun. |

| 50 najlepszych stalowych kolejek górskich świata | 50 najlepszych stalowych kolejek górskich świata | 50 najlepszych stalowych kolejek górskich świata | 50 najlepszych stalowych kolejek górskich świata | 50 najlepszych stalowych kolejek górskich świata |
| #                                                | Nazwa                                            | Park                                             | Park                                             | Producent                                        |
| ------------------------------------------------ | ------------------------------------------------ | ------------------------------------------------ | ------------------------------------------------ | ------------------------------------------------ |
| 1                                                | Fury 325                                         | Stany Zjednoczone                                | Carowinds                                        | B&M                                              |
| 2                                                | Millennium Force                                 | Stany Zjednoczone                                | Cedar Point                                      | Intamin                                          |
| 3                                                | VelociCoaster                                    | Stany Zjednoczone                                | Universal Studios Islands of Adventure           | Intamin                                          |
| 4                                                | Steel Vengeance                                  | Stany Zjednoczone                                | Cedar Point                                      | RMC                                              |
| 5                                                | Iron Gwazi                                       | Stany Zjednoczone                                | Busch Gardens Tampa                              | RMC                                              |
| 6                                                | Expedition GeForce                               | Niemcy                                           | Holiday Park                                     | Intamin                                          |
| 7                                                | Superman The Ride                                | Stany Zjednoczone                                | Six Flags New England                            | Intamin                                          |
| 8                                                | Taron                                            | Niemcy                                           | Phantasialand                                    | Intamin                                          |
| 9                                                | Intimidator 305                                  | Stany Zjednoczone                                | Kings Dominion                                   | Intamin                                          |
| 9                                                | Maverick                                         | Stany Zjednoczone                                | Cedar Point                                      | Intamin                                          |
| 11                                               | Apollo's Chariot                                 | Stany Zjednoczone                                | Busch Gardens Williamsburg                       | B&M                                              |
| 12                                               | Phantom's Revenge                                | Stany Zjednoczone                                | Kennywood                                        | D.H. Morgan                                      |
| 13                                               | Leviathan                                        | Kanada                                           | Canada’s Wonderland                              | B&M                                              |
| 14                                               | Lightning Rod                                    | Stany Zjednoczone                                | Dollywood                                        | RMC                                              |
| 15                                               | Intimidator                                      | Stany Zjednoczone                                | Carowinds                                        | B&M                                              |
| 15                                               | Iron Rattler                                     | Stany Zjednoczone                                | Six Flags Fiesta Texas                           | RMC                                              |
| 17                                               | Mako                                             | Stany Zjednoczone                                | SeaWorld Orlando                                 | B&M                                              |
| 18                                               | Helix                                            | Szwecja                                          | Liseberg                                         | Mack Rides                                       |
| 19                                               | Hagrid’s Magical Creatures Motorbike Adventure   | Stany Zjednoczone                                | Universal's Islands of Adventure                 | Intamin                                          |
| 20                                               | Nitro                                            | Stany Zjednoczone                                | Six Flags Great Adventure                        | B&M                                              |
| 21                                               | X2                                               | Stany Zjednoczone                                | Six Flags Magic Mountain                         | S&S                                              |
| 22                                               | Time Traveller                                   | Stany Zjednoczone                                | Silver Dollar City                               | Mack Rides                                       |
| 23                                               | Guardians of the Galaxy: Cosmic Rewind           | Stany Zjednoczone                                | Walt Disney World Resort                         | Vekoma                                           |
| 24                                               | Candymonium                                      | Stany Zjednoczone                                | Hersheypark                                      | B&M                                              |
| 25                                               | ArieForce One                                    | Stany Zjednoczone                                | Fun Spot America Atlanta                         | RMC                                              |
| 26                                               | Diamondback                                      | Stany Zjednoczone                                | Kings Island                                     | B&M                                              |
| 27                                               | Orion                                            | Stany Zjednoczone                                | Kings Island                                     | B&M                                              |
| 28                                               | Twisted Colossus                                 | Stany Zjednoczone                                | Six Flags Magic Mountain                         | RMC                                              |
| 29                                               | Skyrush                                          | Stany Zjednoczone                                | Hersheypark                                      | Intamin                                          |
| 30                                               | Magnum XL-200                                    | Stany Zjednoczone                                | Cedar Point                                      | Arrow Dynamics                                   |
| 31                                               | Ride to Happiness                                | Belgia                                           | Plopsaland de Panne                              | Mack Rides                                       |
| 32                                               | Zadra                                            | Polska                                           | Energylandia                                     | RMC                                              |
| 33                                               | Fønix                                            | Dania                                            | Fårup Sommerland                                 | Vekoma                                           |
| 34                                               | Montu                                            | Stany Zjednoczone                                | Busch Gardens Tampa                              | B&M                                              |
| 35                                               | Nemesis                                          | Wielka Brytania                                  | Alton Towers                                     | B&M                                              |
| 36                                               | Steel Curtain                                    | Stany Zjednoczone                                | Kennywood                                        | S&S                                              |
| 37                                               | Big Bear Mountain                                | Stany Zjednoczone                                | Dollywood                                        | Vekoma                                           |
| 38                                               | New Texas Giant                                  | Stany Zjednoczone                                | Six Flags Over Texas                             | RMC                                              |
| 39                                               | Blue Fire                                        | Niemcy                                           | Europa-Park                                      | Mack Rides                                       |
| 40                                               | Wildcat's Revenge                                | Stany Zjednoczone                                | Hersheypark                                      | RMC                                              |
| 41                                               | Banshee                                          | Stany Zjednoczone                                | Kings Island                                     | B&M                                              |
| 41                                               | Riddler Mindbender                               | Stany Zjednoczone                                | Six Flags Over Georgia                           | Schwarzkopf                                      |
| 43                                               | Steel Dragon 2000                                | Japonia                                          | Nagashima Spa Land                               | D.H. Morgan                                      |
| 43                                               | Twisted Timbers                                  | Stany Zjednoczone                                | Kings Dominion                                   | RMC                                              |
| 45                                               | Goliath                                          | Stany Zjednoczone                                | Six Flags Over Georgia                           | B&M                                              |
| 46                                               | F.L.Y.                                           | Niemcy                                           | Phantasialand                                    | Vekoma                                           |
| 47                                               | Cheetah Hunt                                     | Stany Zjednoczone                                | Busch Gardens Tampa                              | Intamin                                          |
| 48                                               | Alpengeist                                       | Stany Zjednoczone                                | Busch Gardens Williamsburg                       | B&M                                              |
| 49                                               | Pantheon                                         | Stany Zjednoczone                                | Busch Gardens Williamsburg                       | Intamin                                          |
| 50                                               | Black Mamba                                      | Niemcy                                           | Phantasialand                                    | B&M                                              |

| 50 najlepszych drewnianych kolejek górskich świata | 50 najlepszych drewnianych kolejek górskich świata | 50 najlepszych drewnianych kolejek górskich świata | 50 najlepszych drewnianych kolejek górskich świata | 50 najlepszych drewnianych kolejek górskich świata |
| #                                                  | Nazwa                                              | Park                                               | Park                                               | Producent                                          |
| -------------------------------------------------- | -------------------------------------------------- | -------------------------------------------------- | -------------------------------------------------- | -------------------------------------------------- |
| 1                                                  | Phoenix                                            | Stany Zjednoczone                                  | Knoebels                                           | PTC                                                |
| 2                                                  | Voyage                                             | Stany Zjednoczone                                  | Holiday World                                      | Gravity Group                                      |
| 3                                                  | El Toro                                            | Stany Zjednoczone                                  | Six Flags Great Adventure                          | Intamin                                            |
| 4                                                  | Thunderhead                                        | Stany Zjednoczone                                  | Dollywood                                          | GCI                                                |
| 5                                                  | Boulder Dash                                       | Stany Zjednoczone                                  | Lake Compounce                                     | CCI                                                |
| 6                                                  | Beast                                              | Stany Zjednoczone                                  | Kings Island                                       | KECO                                               |
| 7                                                  | Mystic Timbers                                     | Stany Zjednoczone                                  | Kings Island                                       | GCI                                                |
| 8                                                  | Ravine Flyer II                                    | Stany Zjednoczone                                  | Waldameer                                          | Gravity Group                                      |
| 9                                                  | Ghostrider                                         | Stany Zjednoczone                                  | Knott’s Berry Farm                                 | CCI                                                |
| 10                                                 | Outlaw Run                                         | Stany Zjednoczone                                  | Silver Dollar City                                 | RMC                                                |
| 11                                                 | Balder                                             | Szwecja                                            | Liseberg                                           | Intamin                                            |
| 12                                                 | Gold Striker                                       | Stany Zjednoczone                                  | California’s Great America                         | GCI                                                |
| 13                                                 | Wildfire                                           | Szwecja                                            | Kolmården                                          | RMC                                                |
| 14                                                 | Wodan Timburcoaster                                | Niemcy                                             | Europa-Park                                        | GCI                                                |
| 15                                                 | Jack Rabbit                                        | Stany Zjednoczone                                  | Kennywood                                          | Miller                                             |
| 16                                                 | Cyclone                                            | Stany Zjednoczone                                  | Coney Island                                       | Keenan / Baker                                     |
| 17                                                 | Shivering Timbers                                  | Stany Zjednoczone                                  | Michigan’s Adventure                               | CCI                                                |
| 18                                                 | Thunderbolt                                        | Stany Zjednoczone                                  | Dollywood                                          | Vettel / Miller                                    |
| 19                                                 | Troy                                               | Holandia                                           | Toverland                                          | GCI                                                |
| 20                                                 | Rutschebanan                                       | Dania                                              | Ogrody Tivoli                                      | L.A. Thompson                                      |
| 21                                                 | Legend                                             | Stany Zjednoczone                                  | Holiday World                                      | CCI                                                |
| 22                                                 | Lightning Racer                                    | Stany Zjednoczone                                  | Hersheypark                                        | GCI                                                |
| 23                                                 | Flying Turns                                       | Stany Zjednoczone                                  | Knoebels                                           | Fetterman                                          |
| 24                                                 | Prowler                                            | Stany Zjednoczone                                  | Worlds of Fun                                      | GCI                                                |
| 25                                                 | Comet                                              | Stany Zjednoczone                                  | The Great Escape                                   | PTC                                                |
| 26                                                 | Raven                                              | Stany Zjednoczone                                  | Holiday World                                      | CCI                                                |
| 27                                                 | Colossos - Kampf der Giganten                      | Niemcy                                             | Heide Park Resort                                  | Intamin                                            |
| 27                                                 | Twister                                            | Stany Zjednoczone                                  | Knoebels                                           | Fetterman                                          |
| 29                                                 | Giant Dipper                                       | Stany Zjednoczone                                  | Santa Cruz Beach Broadwalk                         | Prior & Church                                     |
| 30                                                 | Boardwalk Bullet                                   | Stany Zjednoczone                                  | Kemah Boardwalk                                    | Martin & Vleminckx                                 |
| 30                                                 | Playland Wooden Coaster                            | Stany Zjednoczone                                  | PNE Playland                                       | Phare                                              |
| 32                                                 | Goliath                                            | Stany Zjednoczone                                  | Six Flags Great America                            | RMC                                                |
| 33                                                 | Texas Stingray                                     | Stany Zjednoczone                                  | SeaWorld San Antonio                               | GCI                                                |
| 34                                                 | White Lightning                                    | Stany Zjednoczone                                  | Fun Spot                                           | GCI                                                |
| 35                                                 | Rampage                                            | Stany Zjednoczone                                  | Splash Adventure                                   | CCI                                                |
| 36                                                 | Cú Chulainn                                        | Irlandia                                           | Tayto Park                                         | Gravity Group                                      |
| 37                                                 | Renegade                                           | Stany Zjednoczone                                  | Valleyfair!                                        | GCI                                                |
| 38                                                 | T Express                                          | Korea Południowa                                   | Everland                                           | Intamin                                            |
| 39                                                 | Boss                                               | Stany Zjednoczone                                  | Six Flags St. Louis                                | CCI                                                |
| 40                                                 | Screamin' Eagle                                    | Stany Zjednoczone                                  | Six Flags St. Louis                                | PTC                                                |
| 41                                                 | Racer                                              | Stany Zjednoczone                                  | Kennywood                                          | Miller                                             |
| 42                                                 | Cornball Express                                   | Stany Zjednoczone                                  | Indiana Beach                                      | CCI                                                |
| 42                                                 | Grizzly                                            | Stany Zjednoczone                                  | Kings Dominion                                     | KECO                                               |
| 44                                                 | Hades 360                                          | Stany Zjednoczone                                  | Mount Olympus                                      | Gravity Group                                      |
| 45                                                 | InvadR                                             | Stany Zjednoczone                                  | Busch Gardens Williamsburg                         | GCI                                                |
| 45                                                 | Viper                                              | Stany Zjednoczone                                  | Six Flags Great America                            | Starkey                                            |
| 47                                                 | Wicker Man                                         | Wielka Brytania                                    | Alton Towers                                       | GCI                                                |
| 48                                                 | Zippin Pippin                                      | Stany Zjednoczone                                  | Bay Beach Amusement Park                           | Martin & Vleminckx                                 |
| 49                                                 | Comet                                              | Stany Zjednoczone                                  | Hersheypark                                        | PTC                                                |
| 50                                                 | Switchback                                         | Stany Zjednoczone                                  | ZDT's                                              | Gravity Group                                      |

| Nagrody w pozostałych kategoriach                  | Nagrody w pozostałych kategoriach                                 | Nagrody w pozostałych kategoriach | Nagrody w pozostałych kategoriach |
| Kategoria                                          | Zwycięzca                                                         | Zwycięzca                         | Zwycięzca                         |
| -------------------------------------------------- | ----------------------------------------------------------------- | --------------------------------- | --------------------------------- |
| Najlepszy park rozrywki                            | Dollywood                                                         | Stany Zjednoczone                 | Pigeon Forge                      |
| Najlepszy park wodny                               | Schlitterbahn New Braunfels                                       | Stany Zjednoczone                 | New Braunfels                     |
| Najlepszy rodzinny park rozrywki                   | Dutch Wonderland                                                  | Stany Zjednoczone                 | Lancaster                         |
| Najlepsza nowa rodzinna kolejka górska             | Big Bear Mountain                                                 | Stany Zjednoczone                 | Dollywood                         |
| Najlepsze nowe centrum rozrywki dla rodzin         | Fun Land                                                          | Stany Zjednoczone                 | Fredericksburg (Wirginia)         |
| Najlepsza strefa dziecięca                         | Dollywood                                                         | Stany Zjednoczone                 | Pigeon Forge                      |
| Najpiękniejszy park rozrywki                       | Busch Gardens Williamsburg                                        | Stany Zjednoczone                 | Williamsburg                      |
| Najlepsza obsługa gości                            | Dollywood                                                         | Stany Zjednoczone                 | Pigeon Forge                      |
| Najlepsza atrakcja wodna                           | Valhalla                                                          | Wielka Brytania                   | Blackpool Pleasure Beach          |
| Najlepsza nowa atrakcja wodna                      | Rocket Blast                                                      | Stany Zjednoczone                 | Waldameer                         |
| Najlepsza atrakcja w parku wodnym                  | Mammoth                                                           | Stany Zjednoczone                 | Splashin' Safari                  |
| Najlepsza atrakcja typu dark ride                  | Star Wars: Rise of the Resistance                                 | Stany Zjednoczone                 | Disney's Hollywood Studios        |
| Najlepsza nowa atrakcja rodzinna                   | Mario Kart: Browser's Challenge                                   | Stany Zjednoczone                 | Universal Studios Hollywood       |
| Najlepiej przeprowadzona instalacja nowej atrakcji | Guardians of the Galaxy: Cosmic Rewind                            | Stany Zjednoczone                 | Walt Disney World Resort          |
| Najlepszy nowy pokaz                               | Le Mime et L’Etoile                                               | Francja                           | Puy du Fou                        |
| Najlepsze jedzenie                                 | Knoebels Amusement Resort                                         | Stany Zjednoczone                 | Elysburg                          |
| Najlepsze wydarzenie z okazji Halloween            | Universal Orlando                                                 | Stany Zjednoczone                 | Orlando                           |
| Najlepsze wydarzenie z okazji Bożego Narodzenia    | Dollywood                                                         | Stany Zjednoczone                 | Pigeon Forge                      |
| Lider Branży                                       | Eric Anderson                                                     | Stany Zjednoczone                 | Quassy Amusement Park             |
| Powrót Roku (Renaissance Award)                    | Za wysiłek włożony w ulepszenie obsługi gości i odświeżenie parku | Stany Zjednoczone                 | Kennywood                         |
| Złota Bramka (Turnstile Award)                     | Za wysiłek włożony w przyciąganie nowych gości                    | Stany Zjednoczone                 | Carowinds                         |
| Innowacja Roku                                     | Za technologię modernizacji toru ReTraK                           | Stany Zjednoczone                 | Rocky Mountain Construction       |

### Zwycięzcy w 2022 roku
Rozdanie Golden Ticket Awards w 2022 roku odbyło się w parku Six Flags Fiesta Texas w Stanach Zjednoczonych. Po raz pierwszy nagrodę otrzymała polska kolejka górska – Zadra w parku Energylandia. Przyznano następujące nagrody:
| Zwycięzca  | Zwycięzca         | Zwycięzca           | Pozostali kandydaci |
| ---------- | ----------------- | ------------------- | --- |
| Iron Gwazi | Stany Zjednoczone | Busch Gardens Tampa | - Guardians of the Galaxy: Cosmic Rewind, Walt Disney World, - Ice Breaker, SeaWorld Orlando, - Pantheon, Busch Gardens Williamsburg, - Dr. Diabolical's Cliffhanger, Six Flags Fiesta Texas. |

| 50 najlepszych stalowych kolejek górskich świata | 50 najlepszych stalowych kolejek górskich świata | 50 najlepszych stalowych kolejek górskich świata | 50 najlepszych stalowych kolejek górskich świata | 50 najlepszych stalowych kolejek górskich świata |
| #                                                | Nazwa                                            | Park                                             | Park                                             | Producent                                        |
| ------------------------------------------------ | ------------------------------------------------ | ------------------------------------------------ | ------------------------------------------------ | ------------------------------------------------ |
| 1                                                | Fury 325                                         | Stany Zjednoczone                                | Carowinds                                        | B&M                                              |
| 2                                                | Steel Vengeance                                  | Stany Zjednoczone                                | Cedar Point                                      | RMC                                              |
| 3                                                | Millennium Force                                 | Stany Zjednoczone                                | Cedar Point                                      | Intamin                                          |
| 4                                                | Iron Gwazi                                       | Stany Zjednoczone                                | Busch Gardens Tampa                              | RMC                                              |
| 5                                                | VelociCoaster                                    | Stany Zjednoczone                                | Universal Studios Islands of Adventure           | Intamin                                          |
| 6                                                | Expedition GeForce                               | Niemcy                                           | Holiday Park                                     | Intamin                                          |
| 7                                                | Superman The Ride                                | Stany Zjednoczone                                | Six Flags New England                            | Intamin                                          |
| 8                                                | Apollo's Chariot                                 | Stany Zjednoczone                                | Busch Gardens Williamsburg                       | B&M                                              |
| 9                                                | Intimidator 305                                  | Stany Zjednoczone                                | Kings Dominion                                   | Intamin                                          |
| 10                                               | Maverick                                         | Stany Zjednoczone                                | Cedar Point                                      | Intamin                                          |
| 11                                               | Lightning Rod                                    | Stany Zjednoczone                                | Dollywood                                        | RMC                                              |
| 12                                               | Taron                                            | Niemcy                                           | Phantasialand                                    | Intamin                                          |
| 13                                               | Phantom's Revenge                                | Stany Zjednoczone                                | Kennywood                                        | D.H. Morgan                                      |
| 14                                               | Iron Rattler                                     | Stany Zjednoczone                                | Six Flags Fiesta Texas                           | RMC                                              |
| 15                                               | Leviathan                                        | Kanada                                           | Canada’s Wonderland                              | B&M                                              |
| 16                                               | Mako                                             | Stany Zjednoczone                                | SeaWorld Orlando                                 | B&M                                              |
| 17                                               | Diamondback                                      | Stany Zjednoczone                                | Kings Island                                     | B&M                                              |
| 18                                               | Twisted Colossus                                 | Stany Zjednoczone                                | Six Flags Magic Mountain                         | RMC                                              |
| 19                                               | Candymonium                                      | Stany Zjednoczone                                | Hersheypark                                      | B&M                                              |
| 20                                               | Orion                                            | Stany Zjednoczone                                | Kings Island                                     | B&M                                              |
| 21                                               | Nitro                                            | Stany Zjednoczone                                | Six Flags Great Adventure                        | B&M                                              |
| 22                                               | Time Traveller                                   | Stany Zjednoczone                                | Silver Dollar City                               | Mack Rides                                       |
| 23                                               | Skyrush                                          | Stany Zjednoczone                                | Hersheypark                                      | Intamin                                          |
| 24                                               | Hagrid’s Magical Creatures Motorbike Adventure   | Stany Zjednoczone                                | Universal's Islands of Adventure                 | Intamin                                          |
| 25                                               | Magnum XL-200                                    | Stany Zjednoczone                                | Cedar Point                                      | Arrow Dynamics                                   |
| 26                                               | Zadra                                            | Polska                                           | Energylandia                                     | RMC                                              |
| 27                                               | Intimidator                                      | Stany Zjednoczone                                | Carowinds                                        | B&M                                              |
| 28                                               | Riddler Mindbender                               | Stany Zjednoczone                                | Six Flags Over Georgia                           | Schwarzkopf                                      |
| 29                                               | Montu                                            | Stany Zjednoczone                                | Busch Gardens Tampa                              | B&M                                              |
| 30                                               | Helix                                            | Szwecja                                          | Liseberg                                         | Mack Rides                                       |
| 31                                               | Nemesis                                          | Wielka Brytania                                  | Alton Towers                                     | B&M                                              |
| 32                                               | X2                                               | Stany Zjednoczone                                | Six Flags Magic Mountain                         | S&S                                              |
| 33                                               | Blue Fire                                        | Niemcy                                           | Europa-Park                                      | Mack Rides                                       |
| 34                                               | Behemoth                                         | Kanada                                           | Canada’s Wonderland                              | B&M                                              |
| 35                                               | Steel Curtain                                    | Stany Zjednoczone                                | Kennywood                                        | S&S                                              |
| 36                                               | Alpengeist                                       | Stany Zjednoczone                                | Busch Gardens Williamsburg                       | B&M                                              |
| 37                                               | Banshee                                          | Stany Zjednoczone                                | Kings Island                                     | B&M                                              |
| 38                                               | Raging Bull                                      | Stany Zjednoczone                                | Six Flags Great America                          | B&M                                              |
| 39                                               | Ride to Happiness                                | Belgia                                           | Plopsaland de Panne                              | Mack Rides                                       |
| 40                                               | Twisted Timbers                                  | Stany Zjednoczone                                | Kings Dominion                                   | RMC                                              |
| 41                                               | Goliath                                          | Stany Zjednoczone                                | Six Flags Over Georgia                           | B&M                                              |
| 42                                               | New Texas Giant                                  | Stany Zjednoczone                                | Six Flags Over Texas                             | RMC                                              |
| 43                                               | Pantheon                                         | Stany Zjednoczone                                | Busch Gardens Williamsburg                       | Intamin                                          |
| 44                                               | Black Mamba                                      | Niemcy                                           | Phantasialand                                    | B&M                                              |
| 45                                               | Wicked Cyclone                                   | Stany Zjednoczone                                | Six Flags New England                            | RMC                                              |
| 46                                               | Steel Dragon 2000                                | Japonia                                          | Nagashima Spa Land                               | D.H. Morgan                                      |
| 47                                               | Shock Wave                                       | Stany Zjednoczone                                | Six Flags Over Texas                             | Schwarzkopf                                      |
| 48                                               | Jetline                                          | Szwecja                                          | Gröna Lund                                       | Schwarzkopf                                      |
| 49                                               | Shambhala                                        | Hiszpania                                        | PortAventura Park                                | B&M                                              |
| 50                                               | Whizzer                                          | Stany Zjednoczone                                | Six Flags Great America                          | Schwarzkopf                                      |

| 50 najlepszych drewnianych kolejek górskich świata | 50 najlepszych drewnianych kolejek górskich świata | 50 najlepszych drewnianych kolejek górskich świata | 50 najlepszych drewnianych kolejek górskich świata | 50 najlepszych drewnianych kolejek górskich świata |
| #                                                  | Nazwa                                              | Park                                               | Park                                               | Producent                                          |
| -------------------------------------------------- | -------------------------------------------------- | -------------------------------------------------- | -------------------------------------------------- | -------------------------------------------------- |
| 1                                                  | Phoenix                                            | Stany Zjednoczone                                  | Knoebels                                           | PTC                                                |
| 2                                                  | Voyage                                             | Stany Zjednoczone                                  | Holiday World                                      | Gravity Group                                      |
| 3                                                  | El Toro                                            | Stany Zjednoczone                                  | Six Flags Great Adventure                          | Intamin                                            |
| 4                                                  | Boulder Dash                                       | Stany Zjednoczone                                  | Lake Compounce                                     | CCI                                                |
| 5                                                  | Beast                                              | Stany Zjednoczone                                  | Kings Island                                       | KECO                                               |
| 6                                                  | Mystic Timbers                                     | Stany Zjednoczone                                  | Kings Island                                       | GCI                                                |
| 7                                                  | Ravine Flyer II                                    | Stany Zjednoczone                                  | Waldameer                                          | Gravity Group                                      |
| 8                                                  | Ghostrider                                         | Stany Zjednoczone                                  | Knott’s Berry Farm                                 | CCI                                                |
| 9                                                  | Outlaw Run                                         | Stany Zjednoczone                                  | Silver Dollar City                                 | RMC                                                |
| 10                                                 | Thunderhead                                        | Stany Zjednoczone                                  | Dollywood                                          | GCI                                                |
| 11                                                 | Gold Striker                                       | Stany Zjednoczone                                  | California’s Great America                         | GCI                                                |
| 12                                                 | Jack Rabbit                                        | Stany Zjednoczone                                  | Kennywood                                          | Miller                                             |
| 13                                                 | Wodan Timburcoaster                                | Niemcy                                             | Europa-Park                                        | GCI                                                |
| 14                                                 | Lightning Racer                                    | Stany Zjednoczone                                  | Hersheypark                                        | GCI                                                |
| 15                                                 | Wildfire                                           | Szwecja                                            | Kolmården                                          | RMC                                                |
| 16                                                 | Troy                                               | Holandia                                           | Toverland                                          | GCI                                                |
| 17                                                 | Cyclone                                            | Stany Zjednoczone                                  | Coney Island                                       | Keenan / Baker                                     |
| 18                                                 | Balder                                             | Szwecja                                            | Liseberg                                           | Intamin                                            |
| 19                                                 | Shivering Timbers                                  | Stany Zjednoczone                                  | Michigan’s Adventure                               | CCI                                                |
| 20                                                 | Thunderbolt                                        | Stany Zjednoczone                                  | Dollywood                                          | Vettel / Miller                                    |
| 21                                                 | Boardwalk Bullet                                   | Stany Zjednoczone                                  | Kemah Boardwalk                                    | Martin & Vleminckx                                 |
| 22                                                 | Legend                                             | Stany Zjednoczone                                  | Holiday World                                      | CCI                                                |
| 23                                                 | Comet                                              | Stany Zjednoczone                                  | The Great Escape                                   | PTC                                                |
| 24                                                 | Raven                                              | Stany Zjednoczone                                  | Holiday World                                      | CCI                                                |
| 25                                                 | Colossos - Kampf der Giganten                      | Niemcy                                             | Heide Park Resort                                  | Intamin                                            |
| 26                                                 | Goliath                                            | Stany Zjednoczone                                  | Six Flags Great America                            | RMC                                                |
| 27                                                 | Texas Stingray                                     | Stany Zjednoczone                                  | SeaWorld San Antonio                               | GCI                                                |
| 28                                                 | Flying Turns                                       | Stany Zjednoczone                                  | Knoebels                                           | Fetterman                                          |
| 29                                                 | Playland Wooden Coaster                            | Stany Zjednoczone                                  | PNE Playland                                       | Phare                                              |
| 30                                                 | Prowler                                            | Stany Zjednoczone                                  | Worlds of Fun                                      | GCI                                                |
| 31                                                 | Giant Dipper                                       | Stany Zjednoczone                                  | Santa Cruz Beach Broadwalk                         | Prior & Church                                     |
| 31                                                 | Twister                                            | Stany Zjednoczone                                  | Knoebels                                           | Fetterman                                          |
| 33                                                 | Cú Chulainn                                        | Irlandia                                           | Tayto Park                                         | Gravity Group                                      |
| 33                                                 | Racer                                              | Stany Zjednoczone                                  | Kennywood                                          | Miller                                             |
| 33                                                 | Renegade                                           | Stany Zjednoczone                                  | Valleyfair!                                        | GCI                                                |
| 36                                                 | Rampage                                            | Stany Zjednoczone                                  | Splash Adventure                                   | CCI                                                |
| 37                                                 | White Lightning                                    | Stany Zjednoczone                                  | Fun Spot                                           | GCI                                                |
| 38                                                 | Screamin' Eagle                                    | Stany Zjednoczone                                  | Six Flags St. Louis                                | PTC                                                |
| 39                                                 | T Express                                          | Korea Południowa                                   | Everland                                           | Intamin                                            |
| 40                                                 | Rutschebanan                                       | Dania                                              | Ogrody Tivoli                                      | L.A. Thompson                                      |
| 41                                                 | Blue Streak                                        | Stany Zjednoczone                                  | Conneaut Lake                                      | Vettel                                             |
| 41                                                 | Zippin Pippin                                      | Stany Zjednoczone                                  | Bay Beach Amusement Park                           | Martin & Vleminckx                                 |
| 43                                                 | Boss                                               | Stany Zjednoczone                                  | Six Flags St. Louis                                | CCI                                                |
| 44                                                 | Cornball Express                                   | Stany Zjednoczone                                  | Indiana Beach                                      | CCI                                                |
| 45                                                 | InvadR                                             | Stany Zjednoczone                                  | Busch Gardens Williamsburg                         | GCI                                                |
| 46                                                 | Switchback                                         | Stany Zjednoczone                                  | ZDT's                                              | Gravity Group                                      |
| 47                                                 | Hades 360                                          | Stany Zjednoczone                                  | Mount Olympus                                      | Gravity Group                                      |
| 48                                                 | Tremors                                            | Stany Zjednoczone                                  | Silverwood                                         | CCI                                                |
| 49                                                 | American Thunder                                   | Stany Zjednoczone                                  | Six Flags St. Louis                                | GCI                                                |
| 50                                                 | Joris en de Draak                                  | Holandia                                           | Efteling                                           | GCI                                                |

| Nagrody w pozostałych kategoriach                  | Nagrody w pozostałych kategoriach                       | Nagrody w pozostałych kategoriach | Nagrody w pozostałych kategoriach  |
| Kategoria                                          | Zwycięzca                                               | Zwycięzca                         | Zwycięzca                          |
| -------------------------------------------------- | ------------------------------------------------------- | --------------------------------- | ---------------------------------- |
| Najlepszy park rozrywki                            | Europa-Park                                             | Niemcy                            | Rust                               |
| Najlepszy park wodny                               | Schlitterbahn New Braunfels                             | Stany Zjednoczone                 | New Braunfels                      |
| Najlepszy rodzinny park rozrywki                   | Dutch Wonderland                                        | Stany Zjednoczone                 | Lancaster                          |
| Najlepsze nowe centrum rozrywki dla rodzin         | Meow Wolf Convergence Station                           | Stany Zjednoczone                 | Denver                             |
| Najlepszy morski park rozrywki                     | SeaWorld Orlando                                        | Stany Zjednoczone                 | Orlando                            |
| Najlepsza strefa dziecięca                         | Dollywood                                               | Stany Zjednoczone                 | Pigeon Forge                       |
| Najpiękniejszy park rozrywki                       | Busch Gardens Williamsburg                              | Stany Zjednoczone                 | Williamsburg                       |
| Najlepsza obsługa gości                            | Dollywood                                               | Stany Zjednoczone                 | Pigeon Forge                       |
| Najlepsza atrakcja wodna                           | Chiapas                                                 | Niemcy                            | Phantasialand                      |
| Najlepsza nowa atrakcja wodna                      | Medusa's Slide Wheel                                    | Stany Zjednoczone                 | Mt. Olympus                        |
| Najlepsza atrakcja w parku wodnym                  | Wildebeest                                              | Stany Zjednoczone                 | Holiday World and Splashin' Safari |
| Najlepsza atrakcja typu dark ride                  | Star Wars: Rise of the Resistance                       | Stany Zjednoczone                 | Disney's Hollywood Studios         |
| Najlepsza nowa atrakcja rodzinna                   | Volkanu: Quest for the Golden Idol                      | Stany Zjednoczone                 | Lost Island Theme Park             |
| Najlepiej przeprowadzona instalacja nowej atrakcji | Guardians of the Galaxy: Cosmic Rewind                  | Stany Zjednoczone                 | Walt Disney World Resort           |
| Najlepszy nowy pokaz                               | Christmas at the Southern Palace                        | Stany Zjednoczone                 | Six Flags Over Texas               |
| Najlepsze jedzenie                                 | Knoebels Amusement Resort                               | Stany Zjednoczone                 | Elysburg                           |
| Najlepsze wydarzenie z okazji Halloween            | SeaWorld Orlando                                        | Stany Zjednoczone                 | Orlando                            |
| Najlepsze wydarzenie z okazji Bożego Narodzenia    | Dollywood                                               | Stany Zjednoczone                 | Pigeon Forge                       |
| Lider branży                                       | Jeffrey Siebert                                         | Stany Zjednoczone                 | Six Flags Fiesta Texas             |
| Park roku                                          | Za pielęgnowanie historii parku w 50-lecie działalności | Stany Zjednoczone                 | Kings Island                       |
| Powrót roku (Renaissance Award)                    | Za przywrócenie atrakcji Kangaroo                       | Stany Zjednoczone                 | Kennywood                          |
| Złota Bramka (Turnstile Award)                     | Za wysiłek włożony w przyciąganie nowych gości          | Stany Zjednoczone                 | Six Flags Fiesta Texas             |
| Innowacja roku                                     | Za dwustronne szafki na drobne przedmioty               | Stany Zjednoczone                 | V-Locker                           |

### Zwycięzcy w 2021 roku
Rozdanie Golden Ticket Awards w 2021 roku, ze względu na pandemię COVID 19, odbyło się wirtualnie. Ceremonia przyznania nagród była transmitowana na żywo w internecie z National Roller Coaster Museum and Archives w Plainview w Stanach Zjednoczonych.
| Zwycięzca     | Zwycięzca         | Zwycięzca                              | Pozostali kandydaci                                                                                                |
| ------------- | ----------------- | -------------------------------------- | --- |
| VelociCoaster | Stany Zjednoczone | Universal Studios Islands of Adventure | - Candymonium, Hersheypark, - F.L.Y, Phantasialand, - Texas Stingray, SeaWorld San Antonio, - Orion, Kings Island. |

| 50 najlepszych stalowych kolejek górskich świata | 50 najlepszych stalowych kolejek górskich świata | 50 najlepszych stalowych kolejek górskich świata | 50 najlepszych stalowych kolejek górskich świata | 50 najlepszych stalowych kolejek górskich świata |
| #                                                | Nazwa                                            | Park                                             | Park                                             | Producent                                        |
| ------------------------------------------------ | ------------------------------------------------ | ------------------------------------------------ | ------------------------------------------------ | ------------------------------------------------ |
| 1                                                | Fury 325                                         | Stany Zjednoczone                                | Carowinds                                        | B&M                                              |
| 2                                                | Millennium Force                                 | Stany Zjednoczone                                | Cedar Point                                      | Intamin                                          |
| 3                                                | Steel Vengeance                                  | Stany Zjednoczone                                | Cedar Point                                      | RMC                                              |
| 4                                                | Superman The Ride                                | Stany Zjednoczone                                | Six Flags New England                            | Intamin                                          |
| 5                                                | Candymonium                                      | Stany Zjednoczone                                | Hersheypark                                      | B&M                                              |
| 6                                                | Expedition GeForce                               | Niemcy                                           | Holiday Park                                     | Intamin                                          |
| 7                                                | Lightning Rod                                    | Stany Zjednoczone                                | Dollywood                                        | RMC                                              |
| 8                                                | Leviathan                                        | Kanada                                           | Canada’s Wonderland                              | B&M                                              |
| 9                                                | Maverick                                         | Stany Zjednoczone                                | Cedar Point                                      | Intamin                                          |
| 10                                               | Taron                                            | Niemcy                                           | Phantasialand                                    | Intamin                                          |
| 11                                               | Apollo's Chariot                                 | Stany Zjednoczone                                | Busch Gardens Williamsburg                       | B&M                                              |
| 12                                               | Iron Rattler                                     | Stany Zjednoczone                                | Six Flags Fiesta Texas                           | RMC                                              |
| 13                                               | Intimidator 305                                  | Stany Zjednoczone                                | Kings Dominion                                   | Intamin                                          |
| 14                                               | Nitro                                            | Stany Zjednoczone                                | Six Flags Great Adventure                        | B&M                                              |
| 15                                               | Phantom's Revenge                                | Stany Zjednoczone                                | Kennywood                                        | D.H. Morgan                                      |
| 16                                               | Twisted Colossus                                 | Stany Zjednoczone                                | Six Flags Magic Mountain                         | RMC                                              |
| 17                                               | Mako                                             | Stany Zjednoczone                                | SeaWorld Orlando                                 | B&M                                              |
| 18                                               | VelociCoaster                                    | Stany Zjednoczone                                | Universal Studios Islands of Adventure           | Intamin                                          |
| 19                                               | Diamondback                                      | Stany Zjednoczone                                | Kings Island                                     | B&M                                              |
| 20                                               | Magnum XL-200                                    | Stany Zjednoczone                                | Cedar Point                                      | Arrow Dynamics                                   |
| 21                                               | Alpengeist                                       | Stany Zjednoczone                                | Busch Gardens Williamsburg                       | B&M                                              |
| 22                                               | Montu                                            | Stany Zjednoczone                                | Busch Gardens Tampa                              | B&M                                              |
| 23                                               | Intimidator                                      | Stany Zjednoczone                                | Carowinds                                        | B&M                                              |
| 23                                               | Steel Curtain                                    | Stany Zjednoczone                                | Kennywood                                        | S&S                                              |
| 25                                               | Mindbender                                       | Stany Zjednoczone                                | Six Flags Over Georgia                           | Schwarzkopf                                      |
| 26                                               | Time Traveller                                   | Stany Zjednoczone                                | Silver Dollar City                               | Mack Rides                                       |
| 26                                               | X2                                               | Stany Zjednoczone                                | Six Flags Magic Mountain                         | S&S                                              |
| 28                                               | Goliath                                          | Stany Zjednoczone                                | Six Flags Over Georgia                           | B&M                                              |
| 28                                               | Top Thrill Dragster                              | Stany Zjednoczone                                | Cedar Point                                      | Intamin                                          |
| 30                                               | Blue Fire                                        | Niemcy                                           | Europa-Park                                      | Mack Rides                                       |
| 31                                               | Orion                                            | Stany Zjednoczone                                | Kings Island                                     | B&M                                              |
| 32                                               | Nemesis                                          | Wielka Brytania                                  | Alton Towers                                     | B&M                                              |
| 33                                               | Hagrid’s Magical Creatures Motorbike Adventure   | Stany Zjednoczone                                | Universal's Islands of Adventure                 | Intamin                                          |
| 33                                               | Skyrush                                          | Stany Zjednoczone                                | Hersheypark                                      | Intamin                                          |
| 35                                               | Steel Dragon 2000                                | Japonia                                          | Nagashima Spa Land                               | D.H. Morgan                                      |
| 36                                               | New Texas Giant                                  | Stany Zjednoczone                                | Six Flags Over Texas                             | RMC                                              |
| 37                                               | Banshee                                          | Stany Zjednoczone                                | Kings Island                                     | B&M                                              |
| 38                                               | Behemoth                                         | Kanada                                           | Canada’s Wonderland                              | B&M                                              |
| 39                                               | Twisted Timbers                                  | Stany Zjednoczone                                | Kings Dominion                                   | RMC                                              |
| 40                                               | Helix                                            | Szwecja                                          | Liseberg                                         | Mack Rides                                       |
| 41                                               | Cheetah Hunt                                     | Stany Zjednoczone                                | Busch Gardens Tampa                              | Intamin                                          |
| 42                                               | Wicked Cyclone                                   | Stany Zjednoczone                                | Six Flags New England                            | RMC                                              |
| 42                                               | Black Mamba                                      | Niemcy                                           | Phantasialand                                    | B&M                                              |
| 44                                               | Raging Bull                                      | Stany Zjednoczone                                | Six Flags Great America                          | B&M                                              |
| 45                                               | Steel Force                                      | Stany Zjednoczone                                | Dorney Park                                      | D.H. Morgan                                      |
| 46                                               | Jetline                                          | Szwecja                                          | Gröna Lund                                       | Schwarzkopf                                      |
| 47                                               | Shock Wave                                       | Stany Zjednoczone                                | Six Flags Over Texas                             | Schwarzkopf                                      |
| 48                                               | Cannibal                                         | Stany Zjednoczone                                | Lagoon                                           | ART Engineering                                  |
| 48                                               | Raptor                                           | Stany Zjednoczone                                | Cedar Point                                      | B&M                                              |
| 50                                               | Lisebergbanan                                    | Szwecja                                          | Liseberg                                         | Schwarzkopf                                      |

| 50 najlepszych drewnianych kolejek górskich świata | 50 najlepszych drewnianych kolejek górskich świata | 50 najlepszych drewnianych kolejek górskich świata | 50 najlepszych drewnianych kolejek górskich świata | 50 najlepszych drewnianych kolejek górskich świata |
| #                                                  | Nazwa                                              | Park                                               | Park                                               | Producent                                          |
| -------------------------------------------------- | -------------------------------------------------- | -------------------------------------------------- | -------------------------------------------------- | -------------------------------------------------- |
| 1                                                  | Phoenix                                            | Stany Zjednoczone                                  | Knoebels                                           | PTC                                                |
| 2                                                  | Voyage                                             | Stany Zjednoczone                                  | Holiday World                                      | Gravity Group                                      |
| 3                                                  | El Toro                                            | Stany Zjednoczone                                  | Six Flags Great Adventure                          | Intamin                                            |
| 4                                                  | Boulder Dash                                       | Stany Zjednoczone                                  | Lake Compounce                                     | CCI                                                |
| 5                                                  | Beast                                              | Stany Zjednoczone                                  | Kings Island                                       | KECO                                               |
| 6                                                  | Mystic Timbers                                     | Stany Zjednoczone                                  | Kings Island                                       | GCI                                                |
| 7                                                  | Ghostrider                                         | Stany Zjednoczone                                  | Knott’s Berry Farm                                 | CCI                                                |
| 8                                                  | Ravine Flyer II                                    | Stany Zjednoczone                                  | Waldameer                                          | Gravity Group                                      |
| 9                                                  | Outlaw Run                                         | Stany Zjednoczone                                  | Silver Dollar City                                 | RMC                                                |
| 10                                                 | Thunderhead                                        | Stany Zjednoczone                                  | Dollywood                                          | GCI                                                |
| 11                                                 | Lightning Racer                                    | Stany Zjednoczone                                  | Hersheypark                                        | GCI                                                |
| 12                                                 | Gold Striker                                       | Stany Zjednoczone                                  | California’s Great America                         | GCI                                                |
| 13                                                 | Cyclone                                            | Stany Zjednoczone                                  | Coney Island                                       | Keenan / Baker                                     |
| 13                                                 | Jack Rabbit                                        | Stany Zjednoczone                                  | Kennywood                                          | Miller                                             |
| 15                                                 | Troy                                               | Holandia                                           | Toverland                                          | GCI                                                |
| 16                                                 | Balder                                             | Szwecja                                            | Liseberg                                           | Intamin                                            |
| 17                                                 | Raven                                              | Stany Zjednoczone                                  | Holiday World                                      | CCI                                                |
| 17                                                 | Wildfire                                           | Szwecja                                            | Kolmården                                          | RMC                                                |
| 19                                                 | Thunderbolt                                        | Stany Zjednoczone                                  | Dollywood                                          | Vettel / Miller                                    |
| 20                                                 | Comet                                              | Stany Zjednoczone                                  | The Great Escape                                   | PTC                                                |
| 21                                                 | Shivering Timbers                                  | Stany Zjednoczone                                  | Michigan’s Adventure                               | CCI                                                |
| 22                                                 | Boardwalk Bullet                                   | Stany Zjednoczone                                  | Kemah Boardwalk                                    | Martin & Vleminckx                                 |
| 23                                                 | Wodan Timburcoaster                                | Niemcy                                             | Europa-Park                                        | GCI                                                |
| 24                                                 | Legend                                             | Stany Zjednoczone                                  | Holiday World                                      | CCI                                                |
| 25                                                 | Colossos - Kampf der Giganten                      | Niemcy                                             | Heide Park Resort                                  | Intamin                                            |
| 26                                                 | Goliath                                            | Stany Zjednoczone                                  | Six Flags Great America                            | RMC                                                |
| 27                                                 | Flying Turns                                       | Stany Zjednoczone                                  | Knoebels                                           | Fetterman                                          |
| 28                                                 | Giant Dipper                                       | Stany Zjednoczone                                  | Santa Cruz Beach Broadwalk                         | Prior & Church                                     |
| 29                                                 | White Lightning                                    | Stany Zjednoczone                                  | Fun Spot                                           | GCI                                                |
| 30                                                 | Renegade                                           | Stany Zjednoczone                                  | Valleyfair!                                        | GCI                                                |
| 31                                                 | Prowler                                            | Stany Zjednoczone                                  | Worlds of Fun                                      | GCI                                                |
| 32                                                 | Twister                                            | Stany Zjednoczone                                  | Knoebels                                           | Fetterman                                          |
| 33                                                 | Rampage                                            | Stany Zjednoczone                                  | Splash Adventure                                   | CCI                                                |
| 34                                                 | Playland Wooden Coaster                            | Stany Zjednoczone                                  | PNE Playland                                       | Phare                                              |
| 35                                                 | Blue Streak                                        | Stany Zjednoczone                                  | Conneaut Lake                                      | Vettel                                             |
| 36                                                 | Screamin' Eagle                                    | Stany Zjednoczone                                  | Six Flags St. Louis                                | PTC                                                |
| 37                                                 | Comet                                              | Stany Zjednoczone                                  | Hersheypark                                        | PTC                                                |
| 38                                                 | Blue Streak                                        | Stany Zjednoczone                                  | Cedar Point                                        | Hoover                                             |
| 39                                                 | Hades 360                                          | Stany Zjednoczone                                  | Mount Olympus                                      | Gravity Group                                      |
| 40                                                 | El Toro                                            | Niemcy                                             | Freizeitpark Plohn                                 | GCI                                                |
| 41                                                 | Cornball Express                                   | Stany Zjednoczone                                  | Indiana Beach                                      | CCI                                                |
| 42                                                 | Boss                                               | Stany Zjednoczone                                  | Six Flags St. Louis                                | CCI                                                |
| 43                                                 | Cú Chulainn                                        | Irlandia                                           | Tayto Park                                         | Gravity Group                                      |
| 44                                                 | Rutschebanan                                       | Dania                                              | Ogrody Tivoli                                      | L.A. Thompson                                      |
| 45                                                 | Texas Stingray                                     | Stany Zjednoczone                                  | SeaWorld San Antonio                               | GCI                                                |
| 45                                                 | Zippin Pippin                                      | Stany Zjednoczone                                  | Bay Beach Amusement Park                           | Martin & Vleminckx                                 |
| 47                                                 | American Thunder                                   | Stany Zjednoczone                                  | Six Flags St. Louis                                | GCI                                                |
| 48                                                 | InvadR                                             | Stany Zjednoczone                                  | Busch Gardens Williamsburg                         | GCI                                                |
| 49                                                 | Grand National                                     | Wielka Brytania                                    | Blackpool Pleasure Beach                           | Paige                                              |
| 50                                                 | T Express                                          | Korea Południowa                                   | Everland                                           | Intamin                                            |

| Nagrody w pozostałych kategoriach               | Nagrody w pozostałych kategoriach | Nagrody w pozostałych kategoriach | Nagrody w pozostałych kategoriach  |
| Kategoria                                       | Zwycięzca                         | Zwycięzca                         | Zwycięzca                          |
| ----------------------------------------------- | --------------------------------- | --------------------------------- | ---------------------------------- |
| Najlepszy park rozrywki                         | Europa-Park                       | Niemcy                            | Rust                               |
| Najlepszy park wodny                            | Schlitterbahn New Braunfels       | Stany Zjednoczone                 | New Braunfels                      |
| Najlepszy rodzinny park rozrywki                | Dutch Wonderland                  | Stany Zjednoczone                 | Lancaster                          |
| Najlepszy morski park rozrywki                  | SeaWorld Orlando                  | Stany Zjednoczone                 | Orlando                            |
| Najlepsza strefa dziecięca                      | Dollywood                         | Stany Zjednoczone                 | Pigeon Forge                       |
| Najpiękniejszy park rozrywki                    | Dollywood                         | Stany Zjednoczone                 | Pigeon Forge                       |
| Najlepsza obsługa gości                         | Dollywood                         | Stany Zjednoczone                 | Pigeon Forge                       |
| Najlepsza atrakcja wodna                        | Valhalla                          | Wielka Brytania                   | Blackpool Pleasure Beach           |
| Najlepsza nowa atrakcja wodna                   | Cheetah Chase                     | Stany Zjednoczone                 | Holiday World and Splashin' Safari |
| Najlepsza atrakcja w parku wodnym               | Wildebeest                        | Stany Zjednoczone                 | Holiday World and Splashin' Safari |
| Najlepsza atrakcja typu dark ride               | Star Wars: Rise of the Resistance | Stany Zjednoczone                 | Disney's Hollywood Studios         |
| Najlepsza nowa atrakcja rodzinna                | Star Wars: Rise of the Resistance | Stany Zjednoczone                 | Disney's Hollywood Studios         |
| Najlepszy nowy pokaz                            | Rock the Night                    | Stany Zjednoczone                 | Six Flags Fiesta Texas             |
| Najlepsze jedzenie                              | Knoebels Amusement Resort         | Stany Zjednoczone                 | Elysburg                           |
| Najlepsze wydarzenie z okazji Halloween         | –                                 | Stany Zjednoczone                 | Six Flags Fiesta Texas             |
| Najlepsze wydarzenie z okazji Bożego Narodzenia | –                                 | Stany Zjednoczone                 | Dollywood                          |

### Zwycięzcy w 2020 roku
Ze względu na panującą ówcześnie pandemię COVID-19, ceremonia wręczenia nagród Golden Ticket Awards została przesunięta na rok 2021. Ponieważ duża liczba parków pozostawała zamknięta przez większą część sezonu 2020, głosowanie na najlepszy park, atrakcję i kolejkę górską zostało odwołane. Zamiast nich wręczono nagrody liderom branży, uznanym za najlepiej radzących sobie w obliczu kryzysu wywołanego przez epidemię.
| Nagroda                                                                           | Zwycięzca                    | Szczegóły |
| --------------------------------------------------------------------------------- | ---------------------------- | --- |
| Lider wśród parków (Industry Leader: Park)                                        | Knott’s Berry Farm           | Za kreatywność w organizacji dodatkowych wydarzeń i sprzedaży jedzenia, mających na celu utrzymanie dochodów i frekwencji w czasie, kiedy normalna działalność parków rozrywki była zabroniona.                           |
| Lider wśród dostawców (Industry Leader: Supplier)                                 | Gateway Ticketing Systems    | Za podjęcie się akcji edukacyjnej wśród przedstawicieli branży rozrywkowej przez organizację cotygodniowych webinariów dotyczących pandemii.                                                                              |
| Lider wśród zarządzających finansami (Industry Leader: FEC)                       | Urban Air Adventure Parks    | Za skuteczne zarządzanie finansami, obsługą gości oraz personelem w obliczu kryzysu finansowego. |
| Lider wśród rozrywki na wolnym powietrzu (Industry Leader: Outdoor Entertainment) | Talley Amusements            | Za skuteczne zrzeszenie operatorów wesołych miasteczek na rzecz złożenia zbiorowych wniosków do władz lokalnych o ponowne otwarcie atrakcji mających miejsce na wolnym powietrzu na nowych, bezpiecznych zasadach.        |
| Lider wśród stowarzyszeń (Industry Leader: Association)                           | NEAAPA                       | Za akcję prowadzoną w celu ujednoznacznienia zasad prawnych dotyczących prowadzenia działalności parków rozrywki w czasach pandemii.                                                                                      |
| Innowacja roku (Innovation of the Year)                                           | Six Flags Over Texas         | Za wprowadzenie nowego systemu zarządzania odpadami, pozwalającego zredukować roczną produkcję śmieci o 75 do 90%. |
| Innowacja roku (Innovation of the Year)                                           | Six Flags                    | Za wprowadzenie w parkach sieci programu Improved Entrance Initiatives, pozwalającego zredukować czas oczekiwania na wejście do parku nawet w czasie obowiązkowych kontroli temperatury ciała podczas panującej epidemii. |
| Producent roku (Supplier of the Year)                                             | Great Coasters International | Za innowacje w dziedzinie budowy drewnianych kolejek górskich. |
| Osobistość roku (Person of the Year)                                              | Gene Staples                 | Za uratowanie przed upadłością parku Indiana Beach. |
| Powrót roku (Renaissance Award)                                                   | Europa-Park                  | Za odbudowę zniszczonej w pożarze w 2018 roku atrakcji Pirates of Batavia. |
| Złota Bramka (Turnstile Award)                                                    | Arnolds Park                 | Za rozwój zgodny z historią parku oraz utrzymanie parku w oryginalnym stanie. |
| Legenda GTA (Legend)                                                              | Pamela Landwirth             | Za fundację Give Kids The World Village w 25-lecie jej założenia. |

### Zwycięzcy w 2019 roku
Rozdanie Golden Ticket Awards w 2019 roku odbyło się w parku Silverwood w Stanach Zjednoczonych. Przyznano następujące nagrody:
| Zwycięzca     | Zwycięzca         | Zwycięzca | Pozostali kandydaci |
| ------------- | ----------------- | --------- | --- |
| Steel Curtain | Stany Zjednoczone | Kennywood | - Hagrid's Magical Creatures Motorbike Adventure, Universal's Islands of Adventure, - Copperhead Strike, Carowinds, - Yukon Striker, Canada’s Wonderland, - Untamed, Walibi Holland. |

| 50 najlepszych stalowych kolejek górskich świata | 50 najlepszych stalowych kolejek górskich świata | 50 najlepszych stalowych kolejek górskich świata | 50 najlepszych stalowych kolejek górskich świata | 50 najlepszych stalowych kolejek górskich świata |
| #                                                | Nazwa                                            | Park                                             | Park                                             | Producent                                        |
| ------------------------------------------------ | ------------------------------------------------ | ------------------------------------------------ | ------------------------------------------------ | ------------------------------------------------ |
| 1                                                | Fury 325                                         | Stany Zjednoczone                                | Carowinds                                        | B&M                                              |
| 2                                                | Millennium Force                                 | Stany Zjednoczone                                | Cedar Point                                      | Intamin                                          |
| 3                                                | Steel Vengeance                                  | Stany Zjednoczone                                | Cedar Point                                      | RMC                                              |
| 4                                                | Superman The Ride                                | Stany Zjednoczone                                | Six Flags New England                            | Intamin                                          |
| 5                                                | Expedition GeForce                               | Niemcy                                           | Holiday Park                                     | Intamin                                          |
| 6                                                | Iron Rattler                                     | Stany Zjednoczone                                | Six Flags Fiesta Texas                           | RMC                                              |
| 7                                                | Twisted Colossus                                 | Stany Zjednoczone                                | Six Flags Magic Mountain                         | RMC                                              |
| 8                                                | Apollo's Chariot                                 | Stany Zjednoczone                                | Busch Gardens Williamsburg                       | B&M                                              |
| 9                                                | Leviathan                                        | Kanada                                           | Canada’s Wonderland                              | B&M                                              |
| 10                                               | Nitro                                            | Stany Zjednoczone                                | Six Flags Great Adventure                        | B&M                                              |
| 11                                               | Intimidator 305                                  | Stany Zjednoczone                                | Kings Dominion                                   | Intamin                                          |
| 12                                               | Phantom's Revenge                                | Stany Zjednoczone                                | Kennywood                                        | D.H. Morgan                                      |
| 13                                               | Maverick                                         | Stany Zjednoczone                                | Cedar Point                                      | Intamin                                          |
| 14                                               | Diamondback                                      | Stany Zjednoczone                                | Kings Island                                     | B&M                                              |
| 15                                               | Mako                                             | Stany Zjednoczone                                | SeaWorld Orlando                                 | B&M                                              |
| 16                                               | Nemesis                                          | Wielka Brytania                                  | Alton Towers                                     | B&M                                              |
| 17                                               | Taron                                            | Niemcy                                           | Phantasialand                                    | Intamin                                          |
| 18                                               | Magnum XL-200                                    | Stany Zjednoczone                                | Cedar Point                                      | Arrow Dynamics                                   |
| 19                                               | Helix                                            | Szwecja                                          | Liseberg                                         | Mack Rides                                       |
| 20                                               | Steel Dragon 2000                                | Japonia                                          | Nagashima Spa Land                               | D.H. Morgan                                      |
| 21                                               | Top Thrill Dragster                              | Stany Zjednoczone                                | Cedar Point                                      | Intamin                                          |
| 22                                               | Time Traveller                                   | Stany Zjednoczone                                | Silver Dollar City                               | Mack Rides                                       |
| 23                                               | Blue Fire                                        | Niemcy                                           | Europa-Park                                      | Mack Rides                                       |
| 23                                               | X2                                               | Stany Zjednoczone                                | Six Flags Magic Mountain                         | Arrow Dynamics                                   |
| 25                                               | Mindbender                                       | Stany Zjednoczone                                | Six Flags Over Georgia                           | Schwarzkopf                                      |
| 26                                               | New Texas Giant                                  | Stany Zjednoczone                                | Six Flags Over Texas                             | RMC                                              |
| 27                                               | Skyrush                                          | Stany Zjednoczone                                | Hersheypark                                      | Intamin                                          |
| 28                                               | Intimidator                                      | Stany Zjednoczone                                | Carowinds                                        | B&M                                              |
| 29                                               | Behemoth                                         | Kanada                                           | Canada’s Wonderland                              | B&M                                              |
| 30                                               | Goliath                                          | Stany Zjednoczone                                | Six Flags Over Georgia                           | B&M                                              |
| 30                                               | Montu                                            | Stany Zjednoczone                                | Busch Gardens Tampa                              | B&M                                              |
| 32                                               | Alpengeist                                       | Stany Zjednoczone                                | Busch Gardens Williamsburg                       | B&M                                              |
| 33                                               | Banshee                                          | Stany Zjednoczone                                | Kings Island                                     | B&M                                              |
| 34                                               | Yukon Striker                                    | Kanada                                           | Canada’s Wonderland                              | B&M                                              |
| 35                                               | TRON                                             |                                                  | Disneyland Shanghai                              | Vekoma                                           |
| 36                                               | Cheetah Hunt                                     | Stany Zjednoczone                                | Busch Gardens Tampa                              | Intamin                                          |
| 37                                               | Twisted Timbers                                  | Stany Zjednoczone                                | Kings Dominion                                   | RMC                                              |
| 38                                               | Verbolten                                        | Stany Zjednoczone                                | Busch Gardens Williamsburg                       | Zierer                                           |
| 39                                               | Wicked Cyclone                                   | Stany Zjednoczone                                | Six Flags New England                            | RMC                                              |
| 40                                               | Kumba                                            | Stany Zjednoczone                                | Busch Gardens Tampa                              | B&M                                              |
| 41                                               | Cannibal                                         | Stany Zjednoczone                                | Lagoon                                           | Lagoon                                           |
| 42                                               | Steel Curtain                                    | Stany Zjednoczone                                | Kennywood                                        | S&S Sansei                                       |
| 43                                               | Black Mamba                                      | Niemcy                                           | Phantasialand                                    | B&M                                              |
| 44                                               | Whizzer                                          | Stany Zjednoczone                                | Six Flags Great America                          | Schwarzkopf                                      |
| 45                                               | Full Throttle                                    | Stany Zjednoczone                                | Six Flags Magic Mountain                         | Premier Rides                                    |
| 46                                               | Raging Bull                                      | Stany Zjednoczone                                | Six Flags Great America                          | B&M                                              |
| 47                                               | Lisebergbanan                                    | Szwecja                                          | Liseberg                                         | Zierer                                           |
| 47                                               | Superman - Ride of Steel                         | Stany Zjednoczone                                | Six Flags America                                | Intamin                                          |
| 49                                               | Goliath                                          | Stany Zjednoczone                                | Six Flags Magic Mountain                         | B&M                                              |
| 49                                               | Tatsu                                            | Stany Zjednoczone                                | Six Flags Magic Mountain                         | B&M                                              |

| 50 najlepszych drewnianych kolejek górskich świata | 50 najlepszych drewnianych kolejek górskich świata | 50 najlepszych drewnianych kolejek górskich świata | 50 najlepszych drewnianych kolejek górskich świata | 50 najlepszych drewnianych kolejek górskich świata |
| #                                                  | Nazwa                                              | Park                                               | Park                                               | Producent                                          |
| -------------------------------------------------- | -------------------------------------------------- | -------------------------------------------------- | -------------------------------------------------- | -------------------------------------------------- |
| 1                                                  | Phoenix                                            | Stany Zjednoczone                                  | Knoebels                                           | PTC                                                |
| 2                                                  | El Toro                                            | Stany Zjednoczone                                  | Six Flags Great Adventure                          | Intamin                                            |
| 3                                                  | Voyage                                             | Stany Zjednoczone                                  | Holiday World                                      | Gravity Group                                      |
| 4                                                  | Boulder Dash                                       | Stany Zjednoczone                                  | Lake Compounce                                     | Custom Coasters                                    |
| 5                                                  | Beast                                              | Stany Zjednoczone                                  | Kings Island                                       | KECO                                               |
| 6                                                  | Ghostrider                                         | Stany Zjednoczone                                  | Knott’s Berry Farm                                 | Custom Coasters                                    |
| 7                                                  | Lightning Rod                                      | Stany Zjednoczone                                  | Dollywood                                          | RMC                                                |
| 8                                                  | Outlaw Run                                         | Stany Zjednoczone                                  | Silver Dollar City                                 | RMC                                                |
| 9                                                  | Ravine Flyer II                                    | Stany Zjednoczone                                  | Waldameer                                          | Gravity Group                                      |
| 10                                                 | Thunderhead                                        | Stany Zjednoczone                                  | Dollywood                                          | GCI                                                |
| 11                                                 | Mystic Timbers                                     | Stany Zjednoczone                                  | Kings Island                                       | GCI                                                |
| 12                                                 | Gold Striker                                       | Stany Zjednoczone                                  | California’s Great America                         | GCI                                                |
| 13                                                 | Balder                                             | Szwecja                                            | Liseberg                                           | Intamin                                            |
| 14                                                 | Lightning Racer                                    | Stany Zjednoczone                                  | Hersheypark                                        | GCI                                                |
| 15                                                 | Shivering Timbers                                  | Stany Zjednoczone                                  | Michigan’s Adventure                               | Custom Coasters                                    |
| 16                                                 | Wildfire                                           | Szwecja                                            | Kolmården                                          | RMC                                                |
| 17                                                 | Giant Dipper                                       | Stany Zjednoczone                                  | Santa Cruz Beach Boardwalk                         | Prior & Church / Looff                             |
| 18                                                 | Thunderbolt                                        | Stany Zjednoczone                                  | Dollywood                                          | Vettel / Miller                                    |
| 19                                                 | Comet                                              | Stany Zjednoczone                                  | The Great Escape                                   | PTC                                                |
| 20                                                 | Jack Rabbit                                        | Stany Zjednoczone                                  | Kennywood                                          | Miller                                             |
| 21                                                 | Raven                                              | Stany Zjednoczone                                  | Holiday World                                      | Custom Coasters                                    |
| 22                                                 | White Lightning                                    | Stany Zjednoczone                                  | Fun Spot                                           | GCI                                                |
| 23                                                 | Wodan Timburcoaster                                | Niemcy                                             | Europa-Park                                        | GCI                                                |
| 24                                                 | Renegade                                           | Stany Zjednoczone                                  | Valleyfair                                         | GCI                                                |
| 25                                                 | Troy                                               | Holandia                                           | Toverland                                          | GCI                                                |
| 26                                                 | Legend                                             | Stany Zjednoczone                                  | Holiday World                                      | Custom Coasters                                    |
| 27                                                 | Goliath                                            | Stany Zjednoczone                                  | Six Flags Great America                            | RMC                                                |
| 28                                                 | Cyclone                                            | Stany Zjednoczone                                  | Coney Island                                       | Keenan / Baker                                     |
| 29                                                 | Prowler                                            | Stany Zjednoczone                                  | Worlds of Fun                                      | GCI                                                |
| 30                                                 | Colossos                                           | Niemcy                                             | Heide Park Resort                                  | Intamin                                            |
| 31                                                 | Boardwalk Bullet                                   | Stany Zjednoczone                                  | Kemah Boardwalk                                    | Martin & Vleminckx                                 |
| 32                                                 | Playland Wooden Coaster                            | Kanada                                             | PNE Playland                                       | Phare                                              |
| 33                                                 | Flying Turns                                       | Stany Zjednoczone                                  | Knoebels                                           | Fetterman                                          |
| 34                                                 | Rampage                                            | Stany Zjednoczone                                  | Alabama Splash Adventure                           | Custom Coasters                                    |
| 35                                                 | Cú Chulainn Coaster                                | Irlandia                                           | Tayto Park                                         | Gravity Group                                      |
| 36                                                 | Boss                                               | Stany Zjednoczone                                  | Six Flags St. Louis                                | Custom Coasters                                    |
| 37                                                 | T-Express                                          | Korea Południowa                                   | Everland                                           | Intamin                                            |
| 38                                                 | Blue Streak                                        | Stany Zjednoczone                                  | Conneaut Lake Park                                 | Vettel / NAD                                       |
| 39                                                 | American Thunder                                   | Stany Zjednoczone                                  | Six Flags St. Louis                                | GCI                                                |
| 40                                                 | Blue Streak                                        | Stany Zjednoczone                                  | Cedar Point                                        | PTC                                                |
| 41                                                 | InvadR                                             | Stany Zjednoczone                                  | Busch Gardens Williamsburg                         | GCI                                                |
| 42                                                 | Screamin' Eagle                                    | Stany Zjednoczone                                  | Six Flags St. Louis                                | Allen / PTC                                        |
| 43                                                 | Hades 360                                          | Stany Zjednoczone                                  | Mount Olympus                                      | Gravity Group                                      |
| 44                                                 | Megafobia                                          | Walia                                              | Oakwood                                            | Custom Coasters                                    |
| 45                                                 | Rutschebanan                                       | Dania                                              | Ogrody Tivoli                                      | L.A. Thompson                                      |
| 45                                                 | Twister                                            | Stany Zjednoczone                                  | Knoebels                                           | Fetterman / Knoebels                               |
| 47                                                 | El Toro                                            | Niemcy                                             | Freizeitpark Plohn                                 | GCI                                                |
| 48                                                 | Twister                                            | Szwecja                                            | Gröna Lund                                         | Gravity Group                                      |
| 49                                                 | Switchback                                         | Stany Zjednoczone                                  | ZDTs                                               | Gravity Group                                      |
| 50                                                 | Grizzly                                            | Stany Zjednoczone                                  | Kings Dominion                                     | PTC                                                |

| Nagrody w pozostałych kategoriach               | Nagrody w pozostałych kategoriach  | Nagrody w pozostałych kategoriach | Nagrody w pozostałych kategoriach  |
| Kategoria                                       | Zwycięzca                          | Zwycięzca                         | Zwycięzca                          |
| ----------------------------------------------- | ---------------------------------- | --------------------------------- | ---------------------------------- |
| Najlepszy park rozrywki                         | Europa-Park                        | Niemcy                            | Rust                               |
| Najlepszy park wodny                            | Schlitterbahn New Braunfels        | Stany Zjednoczone                 | New Braunfels                      |
| Najlepszy rodzinny park rozrywki                | Dutch Wonderland                   | Stany Zjednoczone                 | Lancaster                          |
| Najlepszy park rozrywki dla dzieci              | Idlewild Park                      | Stany Zjednoczone                 | Ligonier                           |
| Najlepszy morski park rozrywki                  | SeaWorld Orlando                   | Stany Zjednoczone                 | Orlando                            |
| Najlepszy nadmorski park rozrywki               | Santa Cruz Beach Boardwalk         | Stany Zjednoczone                 | Santa Cruz                         |
| Najlepsza strefa dziecięca                      | Dollywood                          | Stany Zjednoczone                 | Pigeon Forge                       |
| Najczystszy park rozrywki                       | Holiday World and Splashin' Safari | Stany Zjednoczone                 | Santa Claus                        |
| Najbardziej przyjazny park rozrywki             | Dollywood                          | Stany Zjednoczone                 | Pigeon Forge                       |
| Najlepsze widowiska                             | Silver Dollar City                 | Stany Zjednoczone                 | Branson                            |
| Najlepsza architektura krajobrazu               | Busch Gardens Williamsburg         | Stany Zjednoczone                 | Williamsburg                       |
| Najlepsze jedzenie                              | Knoebels Amusement Resort          | Stany Zjednoczone                 | Elysburg                           |
| Najlepsza karuzela wiedeńska                    | Grand Carousel                     | Stany Zjednoczone                 | Knoebels Amusement Resort          |
| Najlepsza atrakcja wodna                        | Valhalla                           | Wielka Brytania                   | Blackpool Pleasure Beach           |
| Najlepsza nowa atrakcja wodna                   | Cut Back Water Coaster             | Stany Zjednoczone                 | Water Country                      |
| Najlepsza atrakcja w parku wodnym               | Wildebeest                         | Stany Zjednoczone                 | Holiday World and Splashin' Safari |
| Najlepsza atrakcja typu dark ride               | Pirates of the Caribbean           |                                   | Disneyland Shanghai                |
| Najlepsza nowa atrakcja rodzinna                | Millennium Falcon: Smugglers Run   | Stany Zjednoczone                 | Disneyland                         |
| Najbardziej innowacyjny park                    | Canada’s Wonderland                | Kanada                            | Vaughan                            |
| Najlepsze wydarzenie z okazji Halloween         | Halloween Horror Nights            | Stany Zjednoczone                 | Universal Studios Orlando          |
| Najlepsze wydarzenie z okazji Bożego Narodzenia | Smoky Mountain Christmas           | Stany Zjednoczone                 | Dollywood                          |

### Zwycięzcy w 2018 roku
Rozdanie Golden Ticket Awards w 2018 roku odbyło się w parku Silver Dollar City w Stanach Zjednoczonych. Przyznano następujące nagrody:
| Zwycięzca       | Zwycięzca         | Zwycięzca   | Pozostali kandydaci |
| --------------- | ----------------- | ----------- | --- |
| Steel Vengeance | Stany Zjednoczone | Cedar Point | - Time Traveller, Silver Dollar City, - Twisted Timbers, Kings Dominion, - Wicker Man, Alton Towers, - Oscar's Wacky Taxi, Sesame Place. |

| 50 najlepszych stalowych kolejek górskich świata | 50 najlepszych stalowych kolejek górskich świata | 50 najlepszych stalowych kolejek górskich świata | 50 najlepszych stalowych kolejek górskich świata | 50 najlepszych stalowych kolejek górskich świata | 50 najlepszych stalowych kolejek górskich świata |
| #                                                | Nazwa                                            | Park                                             | Park                                             | Producent                                        | Liczba głosów                                    |
| ------------------------------------------------ | ------------------------------------------------ | ------------------------------------------------ | ------------------------------------------------ | ------------------------------------------------ | ------------------------------------------------ |
| 1                                                | Fury 325                                         | Stany Zjednoczone                                | Carowinds                                        | B&M                                              | 1222                                             |
| 2                                                | Millennium Force                                 | Stany Zjednoczone                                | Cedar Point                                      | Intamin                                          | 1156                                             |
| 3                                                | Steel Vengeance                                  | Stany Zjednoczone                                | Cedar Point                                      | RMC                                              | 829                                              |
| 4                                                | Expedition GeForce                               | Niemcy                                           | Holiday Park                                     | Intamin                                          | 540                                              |
| 5                                                | Superman The Ride                                | Stany Zjednoczone                                | Six Flags New England                            | Intamin                                          | 535                                              |
| 6                                                | Apollo's Chariot                                 | Stany Zjednoczone                                | Busch Gardens Williamsburg                       | B&M                                              | 522                                              |
| 7                                                | Iron Rattler                                     | Stany Zjednoczone                                | Six Flags Fiesta Texas                           | RMC                                              | 483                                              |
| 8                                                | Leviathan                                        | Kanada                                           | Canada’s Wonderland                              | B&M                                              | 410                                              |
| 9                                                | Maverick                                         | Stany Zjednoczone                                | Cedar Point                                      | Intamin                                          | 390                                              |
| 10                                               | Diamondback                                      | Stany Zjednoczone                                | Kings Island                                     | B&M                                              | 347                                              |
| 11                                               | Nitro                                            | Stany Zjednoczone                                | Six Flags Great Adventure                        | B&M                                              | 345                                              |
| 12                                               | Intimidator 305                                  | Stany Zjednoczone                                | Kings Dominion                                   | Intamin                                          | 344                                              |
| 13                                               | Phantom's Revenge                                | Stany Zjednoczone                                | Kennywood                                        | D.H. Morgan                                      | 324                                              |
| 14                                               | Magnum XL-200                                    | Stany Zjednoczone                                | Cedar Point                                      | Arrow Dynamics                                   | 300                                              |
| 15                                               | Taron                                            | Niemcy                                           | Phantasialand                                    | Intamin                                          | 283                                              |
| 16                                               | Top Thrill Dragster                              | Stany Zjednoczone                                | Cedar Point                                      | Intamin                                          | 278                                              |
| 17                                               | Mako                                             | Stany Zjednoczone                                | SeaWorld Orlando                                 | B&M                                              | 251                                              |
| 18                                               | Time Traveller                                   | Stany Zjednoczone                                | Silver Dollar City                               | Mack Rides                                       | 248                                              |
| 19                                               | Blue Fire                                        | Niemcy                                           | Europa-Park                                      | Mack Rides                                       | 244                                              |
| 20                                               | Nemesis                                          | Wielka Brytania                                  | Alton Towers                                     | B&M                                              | 238                                              |
| 21                                               | Helix                                            | Szwecja                                          | Liseberg                                         | Mack Rides                                       | 234                                              |
| 22                                               | Intimidator                                      | Stany Zjednoczone                                | Carowinds                                        | B&M                                              | 233                                              |
| 23                                               | New Texas Giant                                  | Stany Zjednoczone                                | Six Flags Over Texas                             | RMC                                              | 222                                              |
| 24                                               | Twisted Colossus                                 | Stany Zjednoczone                                | Six Flags Magic Mountain                         | RMC                                              | 212                                              |
| 25                                               | Mindbender                                       | Stany Zjednoczone                                | Six Flags Over Georgia                           | Schwarzkopf                                      | 211                                              |
| 26                                               | Goliath                                          | Stany Zjednoczone                                | Six Flags Over Georgia                           | B&M                                              | 201                                              |
| 27                                               | Behemoth                                         | Kanada                                           | Canada’s Wonderland                              | B&M                                              | 187                                              |
| 28                                               | Montu                                            | Stany Zjednoczone                                | Busch Gardens Tampa                              | B&M                                              | 186                                              |
| 29                                               | Banshee                                          | Stany Zjednoczone                                | Kings Island                                     | B&M                                              | 175                                              |
| 30                                               | Skyrush                                          | Stany Zjednoczone                                | Hersheypark                                      | Intamin                                          | 173                                              |
| 31                                               | X2                                               | Stany Zjednoczone                                | Six Flags Magic Mountain                         | Arrow Dynamics                                   | 162                                              |
| 32                                               | Alpengeist                                       | Stany Zjednoczone                                | Busch Gardens Williamsburg                       | B&M                                              | 160                                              |
| 33                                               | Wicked Cyclone                                   | Stany Zjednoczone                                | Six Flags New England                            | RMC                                              | 158                                              |
| 34                                               | Black Mamba                                      | Niemcy                                           | Phantasialand                                    | B&M                                              | 137                                              |
| 35                                               | Cheetah Hunt                                     | Stany Zjednoczone                                | Busch Gardens Tampa                              | Intamin                                          | 132                                              |
| 36                                               | Verbolten                                        | Stany Zjednoczone                                | Busch Gardens Williamsburg                       | Zierer                                           | 116                                              |
| 37                                               | Kumba                                            | Stany Zjednoczone                                | Busch Gardens Tampa                              | B&M                                              | 115                                              |
| 38                                               | Twisted Timbers                                  | Stany Zjednoczone                                | Kings Dominion                                   | RMC                                              | 109                                              |
| 39                                               | Superman - Ride of Steel                         | Stany Zjednoczone                                | Six Flags America                                | Intamin                                          | 99                                               |
| 39                                               | Jetline                                          | Szwecja                                          | Gröna Lund                                       | Schwarzkopf                                      | 99                                               |
| 41                                               | Goliath                                          | Kanada                                           | La Ronde                                         | B&M                                              | 97                                               |
| 42                                               | Lisebergbanan                                    | Szwecja                                          | Liseberg                                         | Zierer                                           | 96                                               |
| 43                                               | Griffon                                          | Stany Zjednoczone                                | Busch Gardens Williamsburg                       | B&M                                              | 93                                               |
| 44                                               | Cannibal                                         | Stany Zjednoczone                                | Lagoon                                           | Lagoon                                           | 92                                               |
| 45                                               | Shambhala                                        | Hiszpania                                        | Port Aventura                                    | B&M                                              | 89                                               |
| 46                                               | Expedition Everest                               | Stany Zjednoczone                                | Disney's Animal Kingdom                          | Vekoma                                           | 82                                               |
| 47                                               | Storm Chaser                                     | Stany Zjednoczone                                | Kentucky Kingdom                                 | RMC                                              | 81                                               |
| 48                                               | Raging Bull                                      | Stany Zjednoczone                                | Six Flags Great America                          | B&M                                              | 78                                               |
| 49                                               | Thunderbird                                      | Stany Zjednoczone                                | Holiday World and Splashin' Safari               | B&M                                              | 72                                               |
| 50                                               | Whizzer                                          | Stany Zjednoczone                                | Six Flags Great America                          | Schwarzkopf                                      | 70                                               |

| 50 najlepszych drewnianych kolejek górskich świata | 50 najlepszych drewnianych kolejek górskich świata | 50 najlepszych drewnianych kolejek górskich świata | 50 najlepszych drewnianych kolejek górskich świata | 50 najlepszych drewnianych kolejek górskich świata | 50 najlepszych drewnianych kolejek górskich świata |
| #                                                  | Nazwa                                              | Park                                               | Park                                               | Producent                                          | Liczba głosów                                      |
| -------------------------------------------------- | -------------------------------------------------- | -------------------------------------------------- | -------------------------------------------------- | -------------------------------------------------- | -------------------------------------------------- |
| 1                                                  | Phoenix                                            | Stany Zjednoczone                                  | Knoebels                                           | PTC                                                | 1330                                               |
| 2                                                  | El Toro                                            | Stany Zjednoczone                                  | Six Flags Great Adventure                          | Intamin                                            | 1197                                               |
| 3                                                  | Voyage                                             | Stany Zjednoczone                                  | Holiday World                                      | Gravity Group                                      | 1086                                               |
| 4                                                  | Boulder Dash                                       | Stany Zjednoczone                                  | Lake Compounce                                     | Custom Coasters                                    | 982                                                |
| 5                                                  | Beast                                              | Stany Zjednoczone                                  | Kings Island                                       | KECO                                               | 781                                                |
| 6                                                  | Lightning Rod                                      | Stany Zjednoczone                                  | Dollywood                                          | RMC                                                | 691                                                |
| 7                                                  | Outlaw Run                                         | Stany Zjednoczone                                  | Silver Dollar City                                 | RMC                                                | 573                                                |
| 8                                                  | Ravine Flyer II                                    | Stany Zjednoczone                                  | Waldameer                                          | Gravity Group                                      | 560                                                |
| 9                                                  | Gold Striker                                       | Stany Zjednoczone                                  | California’s Great America                         | GCI                                                | 497                                                |
| 10                                                 | Thunderhead                                        | Stany Zjednoczone                                  | Dollywood                                          | GCI                                                | 477                                                |
| 11                                                 | Mystic Timbers                                     | Stany Zjednoczone                                  | Kings Island                                       | GCI                                                | 465                                                |
| 12                                                 | Lightning Racer                                    | Stany Zjednoczone                                  | Hersheypark                                        | GCI                                                | 329                                                |
| 13                                                 | Ghostrider                                         | Stany Zjednoczone                                  | Knott’s Berry Farm                                 | Custom Coasters                                    | 307                                                |
| 14                                                 | Balder                                             | Szwecja                                            | Liseberg                                           | Intamin                                            | 289                                                |
| 15                                                 | Thunderbolt                                        | Stany Zjednoczone                                  | Dollywood                                          | Vettel / Miller                                    | 260                                                |
| 16                                                 | Wodan Timburcoaster                                | Niemcy                                             | Europa-Park                                        | GCI                                                | 236                                                |
| 17                                                 | Wildfire                                           | Szwecja                                            | Kolmården                                          | RMC                                                | 232                                                |
| 18                                                 | Raven                                              | Stany Zjednoczone                                  | Holiday World                                      | Custom Coasters                                    | 229                                                |
| 19                                                 | Goliath                                            | Stany Zjednoczone                                  | Six Flags Great America                            | RMC                                                | 215                                                |
| 20                                                 | Jack Rabbit                                        | Stany Zjednoczone                                  | Kennywood                                          | Miller                                             | 211                                                |
| 21                                                 | Giant Dipper                                       | Stany Zjednoczone                                  | Santa Cruz Beach Boardwalk                         | Prior & Church / Looff                             | 206                                                |
| 21                                                 | Shivering Timbers                                  | Stany Zjednoczone                                  | Michigan’s Adventure                               | Custom Coasters                                    | 206                                                |
| 23                                                 | Legend                                             | Stany Zjednoczone                                  | Holiday World                                      | Custom Coasters                                    | 201                                                |
| 24                                                 | White Lightning                                    | Stany Zjednoczone                                  | Fun Spot                                           | GCI                                                | 196                                                |
| 25                                                 | Troy                                               | Holandia                                           | Toverland                                          | GCI                                                | 183                                                |
| 26                                                 | Renegade                                           | Stany Zjednoczone                                  | Valleyfair                                         | GCI                                                | 182                                                |
| 27                                                 | Cú Chulainn Coaster                                | Irlandia                                           | Tayto Park                                         | Gravity Group                                      | 177                                                |
| 28                                                 | Colossos                                           | Niemcy                                             | Heide-Park                                         | Intamin                                            | 171                                                |
| 29                                                 | Cyclone                                            | Stany Zjednoczone                                  | Coney Island                                       | Keenan / Baker                                     | 169                                                |
| 30                                                 | Prowler                                            | Stany Zjednoczone                                  | Worlds of Fun                                      | GCI                                                | 165                                                |
| 30                                                 | Rampage                                            | Stany Zjednoczone                                  | Alabama Splash Adventure                           | Custom Coasters                                    | 165                                                |
| 32                                                 | Comet                                              | Stany Zjednoczone                                  | The Great Escape                                   | PTC                                                | 164                                                |
| 33                                                 | Boardwalk Bullet                                   | Stany Zjednoczone                                  | Kemah Boardwalk                                    | Martin & Vleminckx                                 | 157                                                |
| 34                                                 | Flying Turns                                       | Stany Zjednoczone                                  | Knoebels                                           | Fetterman                                          | 148                                                |
| 35                                                 | Rutschebanan                                       | Dania                                              | Ogrody Tivoli                                      | L.A. Thompson                                      | 135                                                |
| 36                                                 | Switchback                                         | Stany Zjednoczone                                  | ZDTs                                               | Gravity Group                                      | 130                                                |
| 37                                                 | Blue Streak                                        | Stany Zjednoczone                                  | Conneaut Lake Park                                 | Vettel / NAD                                       | 118                                                |
| 38                                                 | American Thunder                                   | Stany Zjednoczone                                  | Six Flags St. Louis                                | GCI                                                | 117                                                |
| 38                                                 | Screamin' Eagle                                    | Stany Zjednoczone                                  | Six Flags St. Louis                                | Allen / PTC                                        | 117                                                |
| 40                                                 | Grizzly                                            | Stany Zjednoczone                                  | Kings Dominion                                     | Summers / KECO                                     | 115                                                |
| 41                                                 | Blue Streak                                        | Stany Zjednoczone                                  | Cedar Point                                        | PTC                                                | 109                                                |
| 42                                                 | Playland Wooden Coaster                            | Kanada                                             | PNE Playland                                       | Phare                                              | 107                                                |
| 43                                                 | Boss                                               | Stany Zjednoczone                                  | Six Flags St. Louis                                | Custom Coasters                                    | 106                                                |
| 44                                                 | Wild One                                           | Stany Zjednoczone                                  | Six Flags America                                  | PTC                                                | 98                                                 |
| 45                                                 | T-Express                                          | Korea Południowa                                   | Everland                                           | Intamin                                            | 87                                                 |
| 46                                                 | Megafobia                                          | Walia                                              | Oakwood                                            | Custom Coasters                                    | 84                                                 |
| 47                                                 | Hades 360                                          | Stany Zjednoczone                                  | Mount Olympus                                      | Gravity Group                                      | 80                                                 |
| 48                                                 | Mine Blower                                        | Stany Zjednoczone                                  | Fun Spot                                           | Gravity Group                                      | 79                                                 |
| 49                                                 | Wooden Warrior                                     | Stany Zjednoczone                                  | Quassy Amusement Park                              | Gravity Group                                      | 77                                                 |
| 50                                                 | Twister                                            | Stany Zjednoczone                                  | Knoebels                                           | Fetterman / Knoebels                               | 75                                                 |

| Nagrody w pozostałych kategoriach               | Nagrody w pozostałych kategoriach  | Nagrody w pozostałych kategoriach | Nagrody w pozostałych kategoriach  |
| Kategoria                                       | Zwycięzca                          | Zwycięzca                         | Zwycięzca                          |
| ----------------------------------------------- | ---------------------------------- | --------------------------------- | ---------------------------------- |
| Najlepsza nowa atrakcja wodna                   | Ray Rush                           | Stany Zjednoczone                 | Aquatica Orlando                   |
| Najlepszy park rozrywki                         | Europa-Park                        | Niemcy                            | Rust                               |
| Najlepszy park wodny                            | Schlitterbahn New Braunfels        | Stany Zjednoczone                 | New Braunfels                      |
| Najlepszy park rozrywki dla dzieci              | Idlewild Park                      | Stany Zjednoczone                 | Ligonier                           |
| Najlepszy morski park rozrywki                  | SeaWorld Orlando                   | Stany Zjednoczone                 | Orlando                            |
| Najlepszy nadmorski park rozrywki               | Santa Cruz Beach Boardwalk         | Stany Zjednoczone                 | Santa Cruz                         |
| Najlepsza strefa dziecięca                      | Kings Island                       | Stany Zjednoczone                 | Mason                              |
| Najczystszy park rozrywki                       | Holiday World and Splashin' Safari | Stany Zjednoczone                 | Santa Claus                        |
| Najbardziej przyjazny park rozrywki             | Dollywood                          | Stany Zjednoczone                 | Pigeon Forge                       |
| Najlepsze widowiska                             | Dollywood                          | Stany Zjednoczone                 | Pigeon Forge                       |
| Najlepsza architektura krajobrazu               | Busch Gardens Williamsburg         | Stany Zjednoczone                 | Williamsburg                       |
| Najlepsze jedzenie                              | Knoebels Amusement Resort          | Stany Zjednoczone                 | Elysburg                           |
| Najlepsza karuzela wiedeńska                    | Grand Carousel                     | Stany Zjednoczone                 | Knoebels Amusement Resort          |
| Najlepsza atrakcja wodna                        | Valhalla                           | Wielka Brytania                   | Blackpool Pleasure Beach           |
| Najlepsza atrakcja w parku wodnym               | Wildebeest                         | Stany Zjednoczone                 | Holiday World and Splashin' Safari |
| Najlepsza atrakcja typu dark ride               | The Twilight Zone Tower of Terror  | Stany Zjednoczone                 | Disney's Hollywood Studios         |
| Najlepsza kolejka górska w pomieszczeniu        | Revenge of the Mummy: The Ride     | Stany Zjednoczone                 | Universal Studios Florida          |
| Najlepszy dom strachu                           | Noah's Ark                         | Stany Zjednoczone                 | Kennywood                          |
| Najlepsze wydarzenie z okazji Halloween         | Halloween Horror Nights            | Stany Zjednoczone                 | Universal Studios Orlando          |
| Najlepsze wydarzenie z okazji Bożego Narodzenia | Smoky Mountain Christmas           | Stany Zjednoczone                 | Dollywood                          |